# Protestantisme en France
Implanté en France dès les débuts de la Réforme, le protestantisme arrive aujourd'hui en troisième position des religions pratiquées en France après le catholicisme et l'islam, mais avant le judaïsme et l'orthodoxie. La Fédération protestante de France est l’instance représentative du protestantisme français auprès des pouvoirs publics.
Les protestants français se répartissent d'une part entre les deux dénominations reconnues officiellement en 1802, à savoir les églises luthériennes et les églises réformées, et d'autre part les différentes dénominations évangéliques, pour la plupart venues d'Angleterre et des États-Unis au cours des XIXe et XXe siècles, telles que le baptisme, le pentecôtisme, l'adventisme et les autres églises évangéliques. Celles-ci représentent environ un tiers des protestants français et sont en forte croissance. Plus marginalement, il existe aussi, là où la population britannique résidant en France le permet, quelques paroisses anglicanes et quelques communautés quaker.
Héritière historiquement de la tradition calviniste fondée par le Français Jean Calvin, elle a connu une branche luthérienne très importante notamment dans l'est de la France. Après les Guerres de Religion, les protestants français ont connu une longue période de persécution sous l'Ancien Régime. Avec l’avènement de la période républicaine, les protestants ont commencé à bénéficier d'un statut égal avec le reste de la population. Les protestants français ont joué un rôle important dans le vote de la loi de 1905 de séparation des Églises et de l'État, voyant en elle une occasion de bénéficier d'une égalité des droits avec les autres Français. En 2013, l'Église luthérienne et l'Église réformée de France se rassemblent pour former l'Église protestante unie de France.

## Présentation générale des Églises et mouvements protestants
Les Églises protestantes en France, pour certaines rassemblées dans la Fédération protestante de France (FPF), présentent plusieurs confessions très diverses :

### Églises luthériennes et réformées

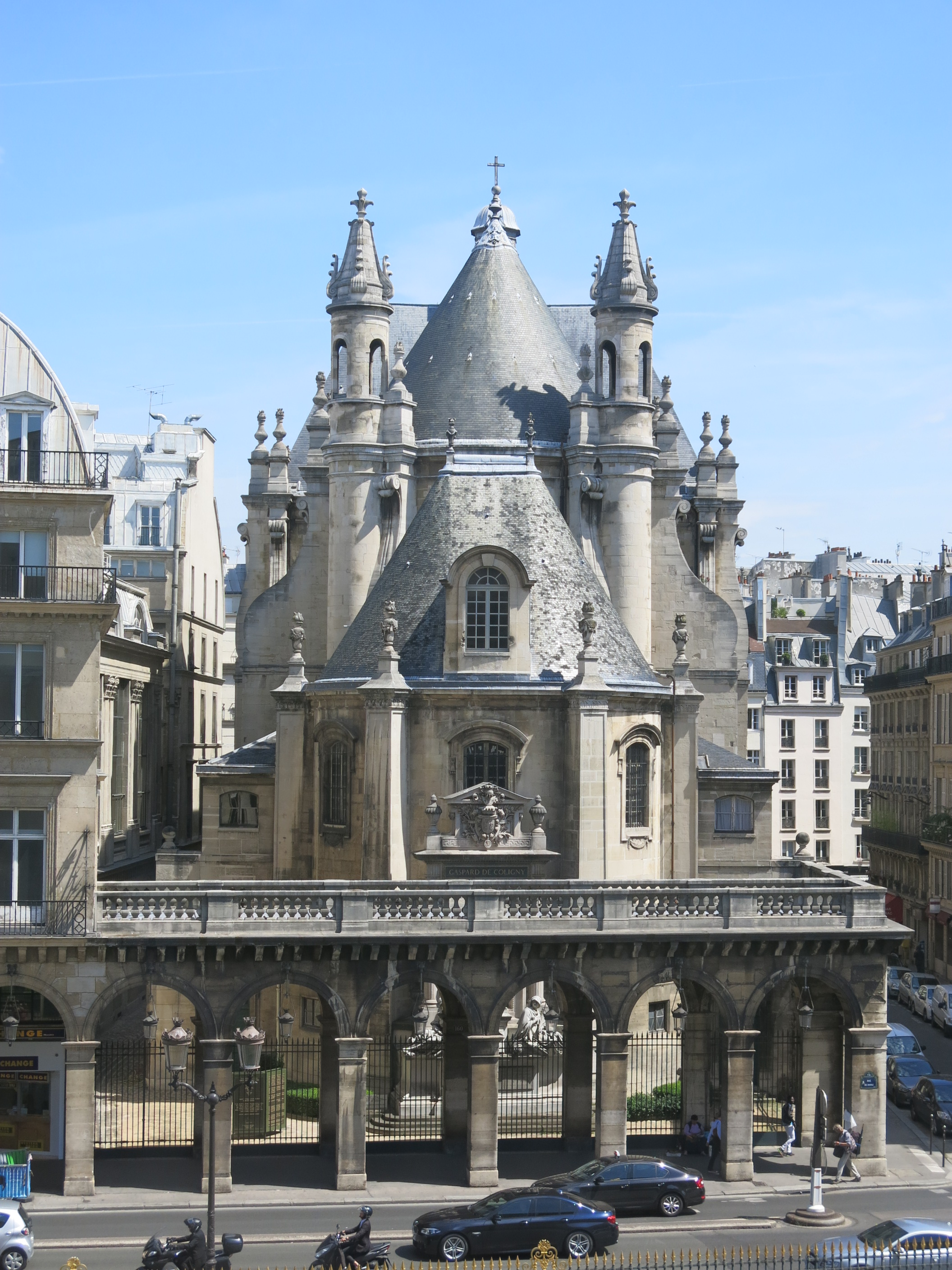
Le temple réformé de l'Oratoire du Louvre, rue de Rivoli, emblématique du protestantisme à Paris depuis 1811.

Les Églises réformées sont héritières de Jean Calvin et de Ulrich Zwingli. Il existe en France trois alliances d'Églises réformées : l’Église protestante unie de France (EPUDF - avant 2013 Église réformée de France), l'Union des Églises protestantes d'Alsace et de Lorraine (UEPAL, « concordataire », avant 2006 Église protestante réformée d'Alsace et de Lorraine - et l'Union nationale des Églises protestantes réformées évangéliques de France (UNEPREF, avant 2009 Union nationale des Églises réformées évangéliques indépendantes de France). Les deux premières sont membres de la Communion mondiale d'Églises réformées.
Les Églises luthériennes sont héritières de la théologie de Martin Luther. Il existe en France trois unions d'Églises luthériennes : l’Église protestante unie de France (EPUDF - avant 2013 Église protestante unie de France (EPUDF - avant 2013), l'Union des Églises protestantes d'Alsace et de Lorraine (UEPAL, « concordataire », avant 2006 Église protestante de la Confession d'Augsbourg d'Alsace et de Lorraine), et l'Église évangélique luthérienne - Synode de France. Les deux premières sont membres de la Fédération luthérienne mondiale.

### Églises évangéliques

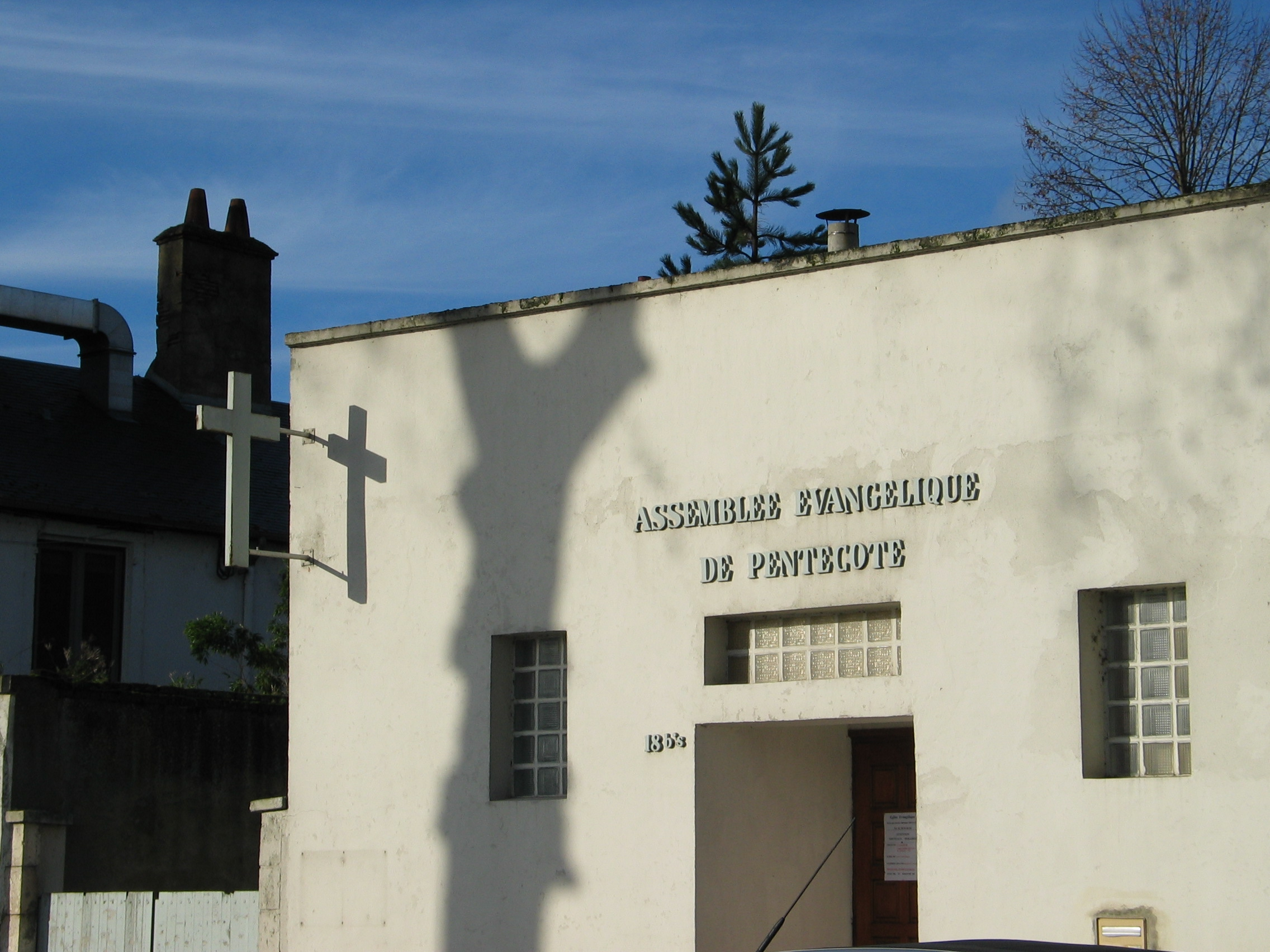
Une église pentecôtiste à Orléans.

En 2021, les Églises évangéliques représentent environ 54 % des protestants français, soit 1 100 000 fidèles, et les trois quarts des pratiquants protestants.
Elles se composent d'Églises de dénominations différentes telles que les baptistes, les adventistes, les méthodistes, les darbystes, les pentecôtistes, les libristes, etc. Plusieurs de ces Églises sont de type charismatique tandis que d'autres sont plutôt évangéliques classiques ou traditionnelles,. Certaines sont anciennes : l'Union des Églises évangéliques libres de France est fondée en 1849 et la Fédération des Églises évangéliques baptistes de France en 1922, Association des églises évangéliques mennonites de France en 1925.
Les plus importantes Églises pentecôtistes en France sont les Assemblées de Dieu et l'Église de Dieu en France. La plupart de ces Églises évangéliques sont rassemblées au sein du Conseil national des évangéliques de France (CNEF), créé en 2010 à partir de l'Alliance évangélique française et du réseau Fédération évangélique de France ; plusieurs sont également membres de la Fédération protestante de France.

## Sociologie et statistiques

### Effectifs
Un sondage datant de 2009 estime les protestants français à 3 à 4 % de la population française, alors qu'en 1995 un sondage les estimait à 1,5 %, évolution que le sociologue Jean-Paul Willaime attribue à la croissance des mouvements évangéliques. La définition de ce qu'est un protestant bute toutefois sur une question de définition : s'agit-il de protestants militants (pratiquants réguliers), de simples pratiquants (pratiquants occasionnels), de sympathisants (protestants de conviction), de « protestants sociologiques » — le plus souvent athées ou agnostiques mais s'identifiant à la culture protestante —, de personnes se déclarant « proches du protestantisme » ? L'historien spécialiste de l'évangélisme Sébastien Fath distingue ces cinq cercles. Le dernier et plus vaste cercle est estimé à 2,6 millions de personnes (dont 750 000 évangéliques et 1 850 000 luthériens et réformés), ou 2,8 millions en incluant les DOM-TOM, tandis que le premier ne regroupe que 600 000 personnes dont 460 000 évangéliques et 140 000 luthériens et réformés. Ce petit 1 % de la population française peut se comparer au 4 à 7 % que représenterait le catholicisme défini selon les mêmes critères. Sébastien Fath dénombre aussi quelque 4 000 lieux de culte en France, dont 2 600 lieux évangéliques et 1 400 luthériens ou réformés.

### Tendances politiques et électorales
Réputés pour leurs vues plus progressistes que celles des autres chrétiens, les protestants sont associés historiquement à un vote politique à gauche, et ce depuis le XIXe siècle.
En 1995, dans un sondage réalisé par le CSA en vue de l'élection présidentielle, 52 % des sondés protestants auraient voté à gauche (essentiellement pour le Parti socialiste) contre 40 % pour la droite et 9 % pour les écologistes.
En 1978, dans le cadre d'une autre enquête, une telle répartition des voix s'était déjà confirmée au sein des pasteurs eux-mêmes, avec plus de 52 % de voix à gauche. À l'inverse, le vote protestant est historiquement associé à un rejet important du vote d'extrême droite, expliqué par une mémoire collective amalgamant l'extrême droite et la Contre-Révolution catholique ayant soutenu les persécutions des protestants après la Révolution française. Ainsi, dans un autre sondage datant toujours de 1995, seulement 2 % des protestants sondés déclaraient voter pour un candidat classé à l'extrême droite (Jean-Marie Le Pen et Philippe de Villiers compris), alors que Jean-Marie Le Pen seul concentrait à lui seul 15 % des voix sur l'ensemble de la population votante lors de l'élection présidentielle de cette année.
Ces constances électorales apparentes comportent quelques variables en fonctions des territoires dans lesquels les protestants sont implantés. Ainsi, dans les Cévennes, le Parti communiste français a disposé et dispose toujours d'un fort ancrage local, comme l'attestent les résultats des élections départementales françaises de 2015. À l'inverse, dans les communautés protestantes d'Alsace, le vote pour le Rassemblement national y est réputé plus important.
Certains sociologues ont théorisé la dilution du vote protestant mais les études de terrain détaillées, séparant l'effet des migrations de l'effet des changements d'opinion, ont confirmé sa permanence.
Dans le cadre de l'élection présidentielle française de 2017 puis de celle de 2022, le candidat ayant rassemblé le plus de votes parmi les protestants français au premier tour est Emmanuel Macron, avec respectivement 30 % puis 36 % des voix.

### Rattachements au sein du protestantisme
Selon le sondage IFOP de 2010 :
- 56 % de ceux qui se disent protestants (protestants « sociologiques ») se déclarent être luthériens ou réformés, 30 % se disent de sensibilité évangélique, pentecôtiste ou charismatique, et 14 % ne se prononcent pas ;
- parmi les pratiquants, la proportion s'inverse : 55 % sont évangéliques, 37 % sont luthériens ou réformés et 8 % indéterminés. La piété est donc beaucoup plus vive chez les évangéliques ;
- le taux de pratique chez les moins de 35 ans est supérieur à celui des plus de 35 ans : 65 % contre 58 % ; ce phénomène, qui va à l'encontre de l'idée générale qui veut que plus on est jeune, moins on pratique sa religion, est clairement lié à la composante évangélique du protestantisme, plus jeune et plus militante.

### Corps pastoral
- La Fédération protestante de France recensait 1 605 pasteurs en France en 2010 dont 33 % de pasteurs réformés, 18 % de luthériens, 32 % d'évangéliques et pentecôtistes et 16 % d'autres dénominations (adventistes et églises ethniques).
- 23 % des pasteurs réformés français sont des femmes, mais seulement 12 % sur l'ensemble de la Fédération protestante de France[12].

### Positions en matière d'éthique personnelle et sociale
En matière d'éthique personnelle et sexuelle, les vues généralement considérées comme progressistes des protestants sont en réalité bien différentes selon l'appartenance soit au protestantisme luthéro-réformé historique, soit au protestantisme évangélique :
| Question                                                         | Protestants en accord (%) | Luthéro-réformés (%) | Évangéliques (%) |
| ---------------------------------------------------------------- | ------------------------- | -------------------- | ---------------- |
| Il faut défendre le droit à l'avortement                         | 72                        | 87                   | 40               |
| Bénédiction des couples pacsés à l'église                        | 51                        | 58                   | 32               |
| Bénédiction des couples homosexuels à l'église                   | 36                        | 46                   | 14               |
| Droit à choisir le moment de sa mort (sous certaines conditions) | 51                        | 62                   | 27               |

En 2012, 86% des protestants sondés se disent favorables à la légalisation de l'euthanasie.
Ces vues considérées comme progressistes n'empêchent toutefois pas un certain conservatisme social sur certains sujets : ainsi, en juillet 2012, alors que la question de l'ouverture du mariage aux couples homosexuels prend une place centrale dans le débat public, 63 % des protestants sondés se disent défavorables au droit de se marier aux homosexuels, 58 % sont contre la possibilité d'adoptions d'enfant par un couple homosexuel. Dans le même sondage réalisé en juillet 2012, 63 % des protestants sondés par l'IFOP déclarent que la présence de l'islam en France « pose de vrais problèmes d'incompatibilité ». Toutefois, selon cette même étude, les résultats peuvent parfois être très différents entre les protestants les plus pratiquants se rendant au culte chaque semaine, les luthéro-réformés et les protestants de sensibilité émergente (évangélisme, pentecôtisme, etc..) Ainsi, sur la question du mariage homosexuel, 54% des luthéro-réformés y sont favorables, contre plus de 60% d'opinion défavorable chez les protestants de sensibilités émergentes et les protestants les plus pratiquants.
En matière sociale, les vues des différentes familles du protestantisme français convergent largement vers un libéralisme socialement et écologiquement responsable :
| Question                                                                 | Protestants en accord (%) | Luthéro-réformés (%) | Évangéliques (%) |
| ------------------------------------------------------------------------ | ------------------------- | -------------------- | ---------------- |
| Il faut que l’État donne plus de liberté aux entreprises                 | 65                        | 62                   | 69               |
| Il faut qu'un chômeur soit obligé d'accepter une 3e proposition d'emploi | 64                        | 66                   | 58               |
| Une taxe carbone serait une bonne chose pour l'environnement             | 59                        | 63                   | 59               |
| On accueille mal les étrangers en France                                 | 57                        | 59                   | 54               |
| Il y a trop d'immigrés en France                                         | 39                        | 38                   | 37               |

## Géographie

### France métropolitaine

La croix huguenote

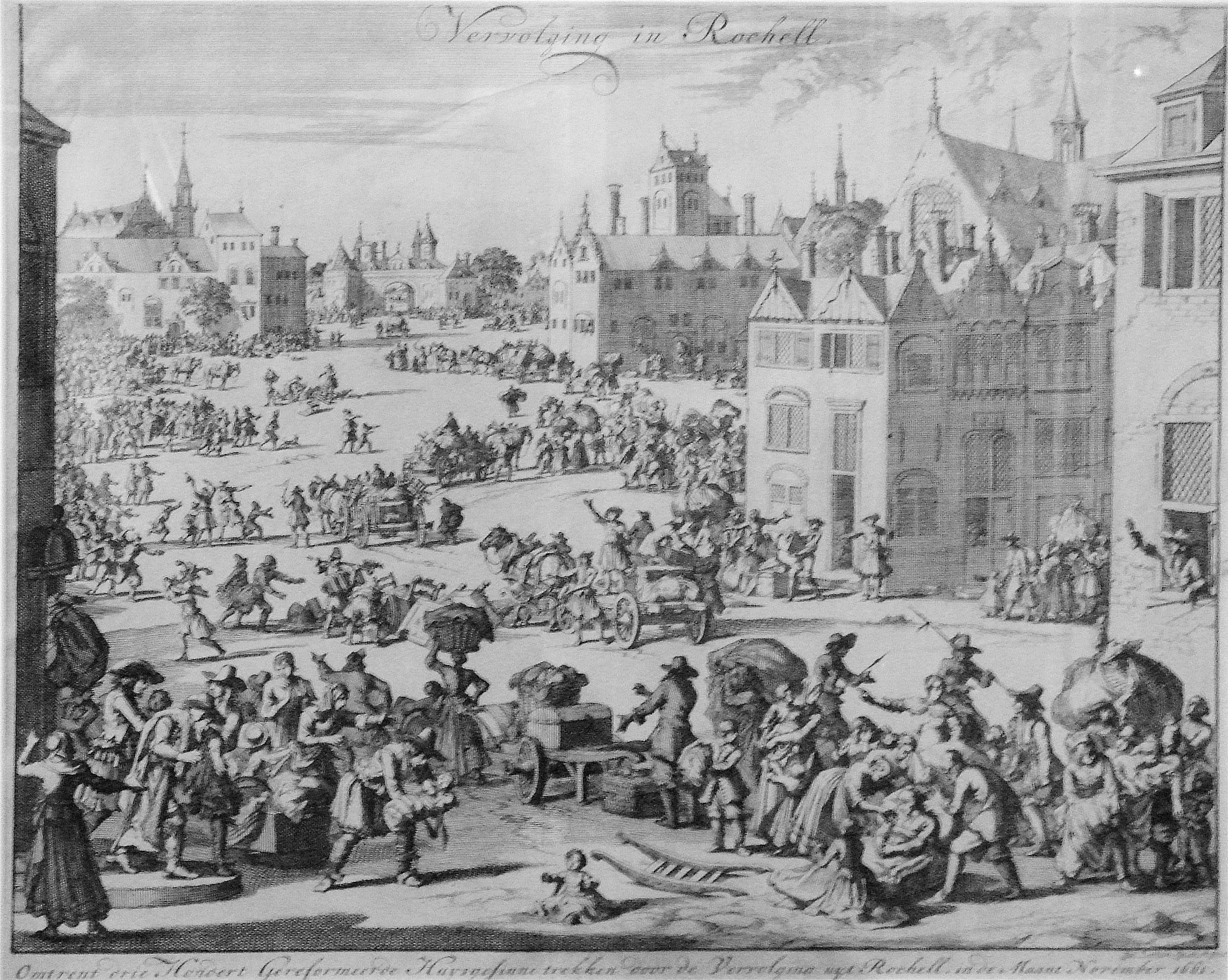
Expulsion de La Rochelle de 300 familles protestantes en 1661 par Jan Luiken

Le protestantisme est inégalement réparti dans les régions, en fonction de l'Histoire. Sur l'ensemble de la population protestante française, 26 % se situent en Alsace-Lorraine et en Franche-Comté, 17 % dans l'actuelle région Occitanie (soit 43 % de la population métropolitaine protestante dans ces deux bastions historiques du protestantisme) et 22 % en Ile-de-France.
Les luthériens sont principalement implantés en Alsace et dans le pays de Montbéliard (car Montbéliard n'était pas encore incorporée au royaume de France lors des persécutions religieuses, et l'Alsace a été exceptée des persécutions). Les calvinistes (ou réformés) sont présents surtout dans le Midi, dans le Languedoc (surtout dans les Cévennes), le Béarn, la vallée de la Dordogne (Bergerac, Sainte-Foy-la-Grande, Castillon-la-Bataille), l’ancien comté de Foix, le Dauphiné, et dans quelques points de l'Ouest de la France (Saumur, La Rochelle, etc.). Dans d’autres régions (Pays de Loire, Poitou, Bretagne, Nord de la France), le protestantisme est plus diffus. Il est présent dans la plupart des grandes villes, où sa sociologie évolue rapidement en fonction des implantations nouvelles des églises évangéliques.
L'anabaptisme et le mennonisme se développent à partir de l'Alsace et de Montbéliard.
Numériquement, les protestants formaient au XVIIe siècle une communauté d'un peu moins d'un million de personnes, soit environ 5 % de la population du royaume de France, qui possédaient une culture spécifique, notamment dans le Midi où le français est utilisé dans les églises au lieu de la langue vernaculaire usuelle.
Environ 300 000 huguenots ont quitté le territoire lors des persécutions avant et après la révocation de l’édit de Nantes, le 18 octobre 1685 (dragonnades, interdiction d'exercice de certaines professions, destruction des temples, confiscations des biens, enlèvement d'enfants, condamnation à la prison ou aux galères, exécution des prédicants), tandis que ceux qui se sont maintenus sur place ont été contraints d'abjurer le protestantisme en faveur du catholicisme. La démographie protestante française ne commence à se redresser qu'à partir du Réveil protestant francophone dans la première moitié du XIXe siècle. Elle représente actuellement 3 à 4 % de la population française.

### Départements et régions d'outre-mer
La population protestante des DROM représente environ 110 000 personnes :
- Pour les Antilles françaises et la Guyane, 5 % à 7 % de la population totale de ces départements d'outre-mer, donc 50 000 à 70 000 personnes, se rattachent à une église protestante ou évangélique, avec une diversité importante[16].
- Le protestantisme à La Réunion - une île longtemps restée sous le contrôle exclusif de l’Église catholique[17] - représente environ 4,5 % de la population, soit un peu moins de 40 000 personnes. Il est à majorité pentecôtiste, les Assemblées de Dieu représentant 60 % de ce total[18].
- À Mayotte - dont la population est à 95 % musulmane et dont le droit accommode en partie le droit coutumier et islamique[19], le protestantisme est ultra-minoritaire, la communauté locale est essentiellement composée de migrants ou d'expatriés, dont une majorité de Malgaches[20].

Sur les 54 000 protestants adventistes estimés en France, 70% vivent en Outre-mer, notamment en Guadeloupe et en Martinique.

### Collectivités d'outre-mer
Quelque 280 000 protestants, non comptabilisés dans les statistiques françaises qui n'englobent que la France métropolitaine et les DROM, résident dans deux territoires d'outre-mer français, témoins du dynamisme de la mission protestante des XIXe et XXe siècles :
- En Polynésie française, la population protestante est de l'ordre de 50 % de la population (290 000 habitants), l'église la plus importante, l'Église protestante maohi, d'obédience réformée, revendique 38 % de la population mais tend à régresser au profit des églises pentecôtistes et des Mormons qui seraient environ 10 % de la population[22].
- En Nouvelle-Calédonie, la population protestante est de l'ordre de 30 % de la population totale (270 000 habitants)[23].

## Histoire du protestantisme en France continentale

### Émergence et enracinement du protestantisme auXVIesiècle

Territoires contrôlés par les protestants lors
des guerres de Religion (1562-1598). En rouge-bordeaux : les huguenots (calvinistes/réformés), en mauve : zone contestée par les catholiques, en violet (Alsace et Moselle) : les luthériens

Le principal précurseur du protestantisme en France est Jacques Lefèvre d'Étaples (1450?-1537), théologien et humaniste français, traducteur de la Bible et exégète à l'esprit critique. Nommé en 1520 vicaire de Guillaume Briçonnet, évêque de Meaux, Lefèvre crée le « Cénacle de Meaux » dont le but était d'améliorer la formation des prêtres en s'attachant à la prédication et à la vulgarisation des Écritures, en regroupant autour de lui Guillaume Farel (futur prédicateur protestant), Guillaume Briçonnet, Gérard Roussel, Louis Berquin, François Vatable ou encore Marguerite de Valois-Angoulême.
La première vague d'expansion du protestantisme en France se fait par le luthéranisme, diffusé par des érudits et étudiants germaniques, qui coexiste pacifiquement avec le catholicisme pendant une trentaine d'années malgré l'excommunication de Luther en 1521. Son implantation reste faible, et se limite surtout aux villes universitaires comme Paris, Orléans ou une ville marchande comme Lyon. Le luthéranisme subit précocement la répression des autorités religieuses et judiciaires françaises : en 1521, suite à l'excommunication de Luther, la Sorbonne condamne les 104 propositions luthériennes et le Parlement de Paris instaure une censure de tous les écrits jugés proches des thèses de Luther.
une deuxième vague de prédicateurs protestants se répand en France sous l'influence de Jean Calvin, parmi lesquels Guillaume Farel ou Guy de Brès, à partir de la décennie 1530. Calvin, installé à Genève, prépare une véritable stratégie de conversion massive de la France au protestantisme, en y envoyant 120 pasteurs entre 1555 et 1565, et en entretenant des centres de propagande imprimée destiné au public français. Le calvinisme contribue en grande partie aux conversions massives au protestantisme au seixième siècle, en implantant le culte dans le Sud de la France, dans le Dauphiné et dans le Poitou.
En 1562, le protestantisme est à son apogée en France quant au nombre de fidèles, avec environ 10 % de Français convertis (appelés « huguenots »). La population réformée se concentre surtout dans un espace surnommé par les historiens le « croissant réformé », traversant la France d'ouest en est du Dauphiné au Poitou, en passant par l'Aunis, la Saintonge, la Guyenne et le Languedoc. Sur les 1350 temples protestants présents dans le royaume, 844 se trouvent dans cet arc. Les protestants sont toutefois répartis de manière très inégale dans cet arc. Ainsi, des territoires comme le Bas-Languedoc ou les Cévennes ont une population adhérant à la Réforme, alors que la ville relativement proche de Toulouse, théoriquement elle aussi située dans le croissant réformé, échappe à l'essor du protestantisme.
Outre l'implantation géographique, des facteurs sociaux, culturels et économiques ont pu expliquer certains phénomènes parmi les populations. Si l'ensemble des couches sociales du royaume sont touchées par la Réforme, elles le sont de manière très inégale. En effet, on compte parmi les protestants un grand nombre d'anciens membres du bas clergé catholique et des ordres réguliers, notamment d'anciens moines Jacobins ou Augustins. Les conversions sont très nombreuses également parmi les couches moyennes et populaires des villes, les espaces urbains étant des espaces privilégiés de communication et d'échanges d'idées. Majoritaires parmi les protestants de France, ces couches urbaines laborieuses sont essentiellement composées d'artisans, notamment de travailleurs du cuir, de bouchers, de drapiers, d'artisans du textile. Des historiens comme Henri Hausser et Henry Heller ont décrit l'adhésion de ces masses populaires urbaines au protestantisme comme motivée par l'espoir de bouleverser un ordre qu'ils estimaient injuste envers leur condition sociale. En revanche, les couches paysannes et populaires issues du monde rural sont peu touchées.
Si les couches populaires et moyennes sont majoritaires parmi les protestants de l'époque, la noblesse y est toutefois surreprésentée par rapport à son poids démographique dans l'ensemble du royaume. Cette adhésion massive de familles nobles à la Réforme s'explique en partie par le jeu des liens de clientèles et de fidélités. Par exemple, Jean D'Aussy, seigneur de Coutures, s'est converti afin d'imiter son suzerain de l'époque, le prince de Condé.

### Les guerres de Religion

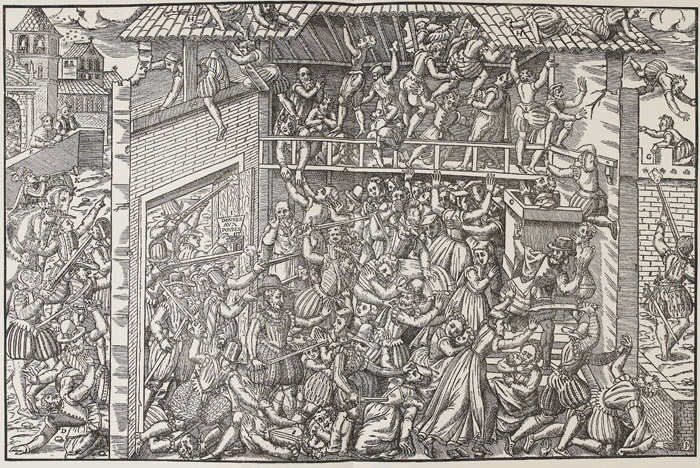
Massacre de Wassy, en 1562.

En mai 1559 a lieu la première assemblée nationale (ou synode) de l'Église réformée de France. En septembre 1561, le colloque de Poissy, au cours duquel théologiens catholiques et protestants ont tenté de se mettre d'accord, est un échec. Le 1er mars 1562 à Wassy, des protestants surpris pendant un culte sont massacrés par le duc de Guise, ce qui marque le début des guerres de Religion. Le baron des Adrets, noble protestant méridional, fait à son tour tuer des catholiques.
Huit guerres de religion (1562-98) sont dénombrées au XVIe siècle, la France connaissant une fracture religieuse : la majorité du pays reste fidèle au catholicisme, tandis qu'une importante minorité rejoint la Réforme. Le principe de la coexistence de deux confessions dans le Royaume se révèle inapplicable. La guerre ne peut être évitée, signe de l'échec de la tolérance civile. Huit guerres vont se succéder sur une durée de 36 ans, entrecoupées de périodes de paix fragiles.
Le 18 août 1572, le mariage d’Henri de Navarre et de Marguerite de Valois est célébré à Paris. Peu après, le 23-24 août 1572, le Massacre de la Saint-Barthélemy a lieu à Paris. Un Conseil royal se réunit, au cours duquel il est décidé d'éliminer les principaux chefs huguenots. L'amiral de Coligny et d'autres gentilshommes protestants sont assassinés tant au Louvre qu'en ville. Cette exécution d'un nombre limité de chefs huguenots est suivie d'une tuerie qui va durer jusqu'au 29 août et fait dans Paris 4 000 victimes. Le massacre s'étend alors à la province où l'on dénombre 10 000 tués. Le massacre marque le début de la quatrième guerre de religion.
Le 17 septembre 1577, la paix de Bergerac est signée entre le roi Henri III et les protestants, mettant un terme provisoire au conflit.
Ces guerres entraînent un déclin démographique du protestantisme français : alors que les huguenots, au tout début des années 1560, sont environ 2 millions, soit 12,5 % d'une population française estimée à 16 millions d'habitants, leur chiffre serait tombé à 1,25 million au moment de l'édit de Nantes, soit 9 % d'une population elle-même en régression (14 millions d'habitants).
Ce déclin ne doit pas masquer l'incertitude religieuse qui reste très répandue au XVIe siècle car la frontière confessionnelle est loin d'être tracée : les hésitations, les allers et retours, les conversions et abjurations des croyants, marquent en France l'histoire religieuse de ce siècle.

### L’Édit de Nantes et ses suites
Le 25 juillet 1593, Henri IV se convertit au catholicisme, ce qui lui permet d'accéder enfin au trône de France auquel il prétendait depuis 1589. C’est à propos de cette cérémonie qu’il aurait prononcé la célèbre phrase : « Paris vaut bien une messe ». Henri IV signe l’Édit de Nantes, le 30 avril 1598, qui reconnaît la liberté de conscience et une liberté de culte limitée aux protestants. En effet, les protestants bénéficient de nombreyuses protections juridiques, avec un droit d'accès à tous les emplois, et son représentés par des officés protestants dans les chambre de l'édit des parlements. Une protection militaire leur est reconnnue avec la reconnaissances de places de sûreté au fonctionnement militaire autonome. Toutefois, l'édit place le protestantisme dans un statut inférieur à la religion catholique reconnue comme religion officielle du royaume et pouvant s'installer y compris dans les bastions protestants. À l'inverse, le culte protestant n'est autorisé que dans certains lieux.
La promulgation de cet édit met fin aux guerres de religion qui ont ravagé la France au XVIe siècle, et instaure une amnistie mettant un terme à toutes poursuites. Le royaume de France est alors le seul État où deux religions coexistent officiellement.[réf. nécessaire] Henri IV est assassiné le 14 mai 1610 par François Ravaillac, un catholique fanatique en désaccord avec les réformes religieuses du roi.

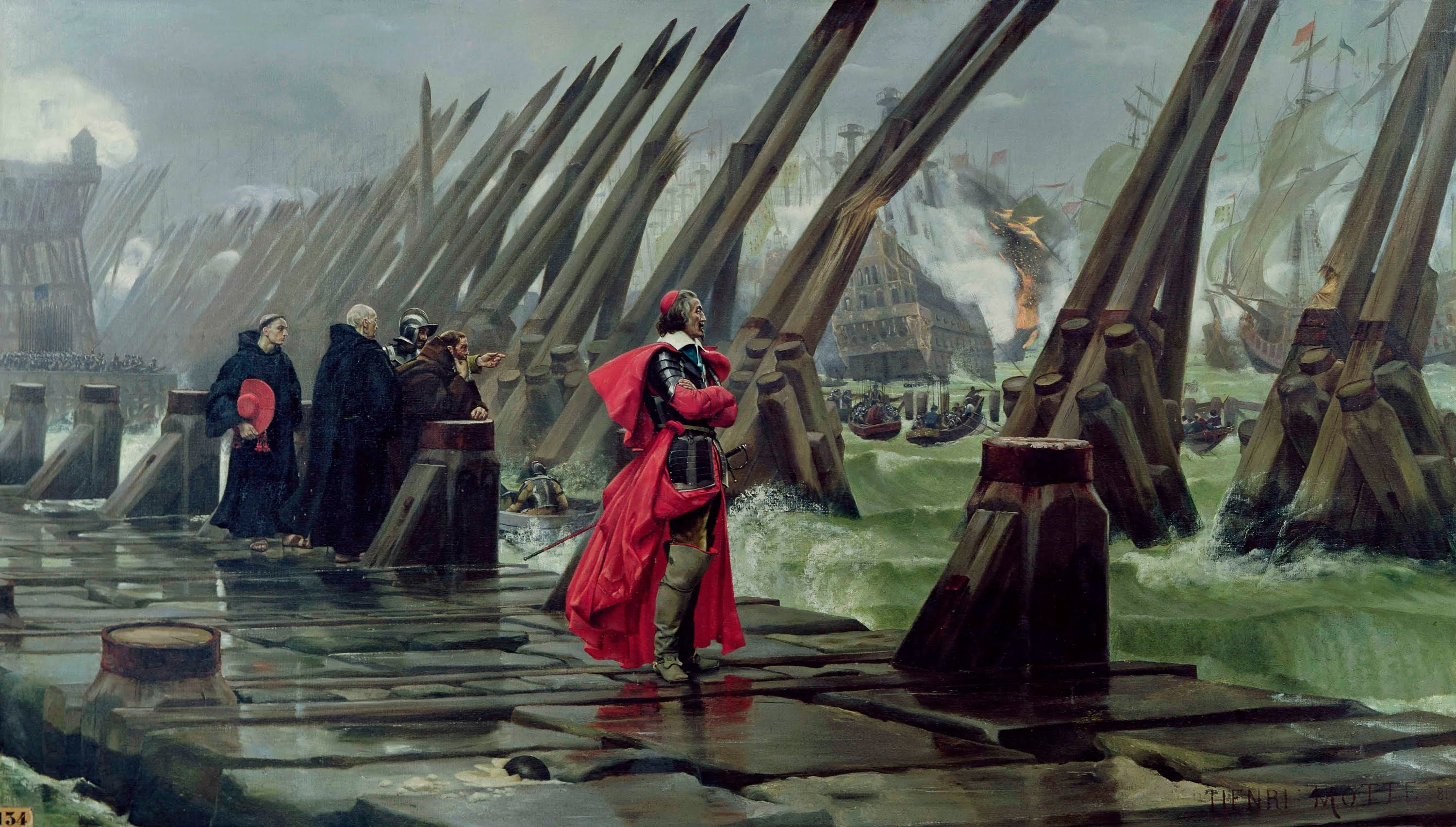
Siège de La Rochelle (1627-1628), la capitale du protestantisme français, par le Cardinal de Richelieu

En 1617, le roi Louis XIII évince sa mère Marie de Médicis. L'une de ses premières décisions est de rendre le libre exercice du culte catholique au Béarn, pays passé à la Réforme protestante sous Jeanne d'Albret. Cette disposition de l'édit de Nantes n'avait jamais été appliquée. En 1620, Louis XIII décide de marcher sur le Béarn afin d'imposer l'exécution de son édit de 1617. Ce qui conduit à une série de rébellions, qui conduit finalement en 1629 à la paix d'Alès, qui réduit à néant la plupart des dispositions politiques et militaires accordées aux protestants par l'édit de Nantes pour garantir leurs libertés. Les libertés sont donc graduellement grignotées par la suite. À partir de 1679, un processus méthodique d’étouffement du protestantisme se met en place :
- suppression des assemblées locales protestantes et du synode national ;
- réexamen des droits des temples amenant la destruction d’un temple sur deux ;
- à partir de 1683, réservation, dans les temples, d'une place pour des catholiques venus écouter le pasteur pour favoriser la délation ;
- exclusion des offices dont l’acquisition est essentielle dans le processus d’ascension sociale des familles protestantes, puis des professions libérales (avocats, médecins, apothicaires, mais aussi imprimeurs et libraires, personnages clés pour la diffusion de la Bible) ;
- suppression des chambres de l’édit de Nantes ;
- suppression de tous les établissements d’enseignement au-delà de l’enseignement primaire, ce qui revient à confier l’éducation des enfants aux catholiques ;
- création d’une caisse de conversion pour acheter les conversions.

### XVIIesiècle, interdictions, persécutions puis reconnaissance officielle
Au début de son règne, en gros de 1661 à 1679, Louis XIV poursuit la politique antiprotestante « douce » de son prédécesseur. Une application tatillonne de l'Édit de Nantes lui permet d'interdire tout ce qui n'y est pas explicitement autorisé aux protestants : il fait par exemple détruire tous les temples bâtis après 1598, fait exercer des pressions sur les enfants protestants qui peuvent se convertir au catholicisme dès l'âge de sept ans et être dès lors élevés dans une institution catholique aux frais de leur famille. Malgré des moyens importants, les résultats de cette politique sont très faibles mais le déclin démographique du protestantisme se poursuit : en 1670, il compte 800 000 fidèles, soit 4 % des 20 millions de Français. À partir de 1680, encouragé par la position que lui donne sa supériorité militaire et diplomatique indiscutée en Europe - et sans doute soucieux de donner des gages de bonne catholicité au pape Innocent XI avec lequel il a eu maille à partir - le roi décide de recourir à la contrainte et au besoin à la violence contre les protestants de France qui sont en somme les seuls à résister encore à sa volonté de pouvoir absolu[réf. nécessaire].

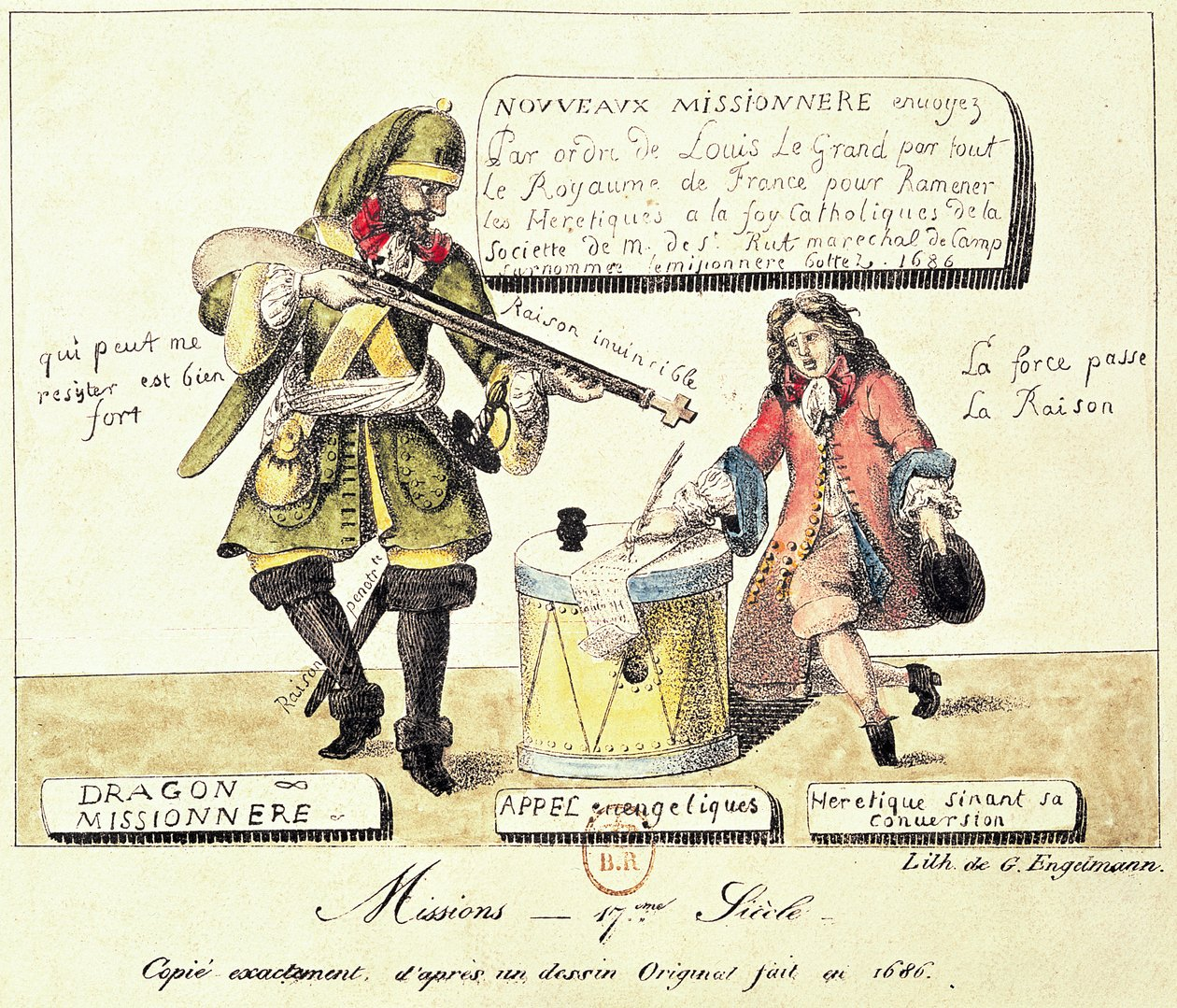
Le dragon missionnaire, d'après un dessin de 1686.

S'ouvre alors une période de persécutions, notamment sous forme de logement forcé de troupes au comportement violent ou abusif (les dragonnades), confiscation des biens, enlèvement des enfants ou emprisonnement, ce qui conduit 200 000 protestants à l'émigration (le Refuge) et l'autre partie à une sorte de résistance passive ou, dans sa majorité, à pratiquer un catholicisme de surface. La cruauté des dragonnades entraîna des conversions en masse. On estime qu’à la fin de l’été 1685, donc avant l'édit de Fontainebleau, le nombre de ceux qui avaient signé sous la contrainte une confession de foi catholique avait atteint environ 400 000 personnes.
Estimant, sur la base des rapports quelque peu enjolivés transmis par ses intendants, que le protestantisme était pratiquement éradiqué, Louis XIV signe le 18 octobre 1685 l'Édit de Fontainebleau révoquant l’Édit de Nantes. Le protestantisme est dès lors purement et simplement interdit dans tout le royaume de France, sauf en Alsace où ses libertés sont garanties par les traités de Westphalie (1648) et l'acte de capitulation de Strasbourg (1681).
C'est alors la période de l'« Église sous la Croix », un siècle (1685-1787) pendant lequel des cultes clandestins se tiennent parfois au Désert (allusion à l'errance du peuple d'Israël dans le Sinaï), c'est-à-dire souvent en pleine nature dans des grottes, clairières ou vallons isolés), cela dans toute la France, avec l'appui ponctuel de pasteurs itinérants risquant leur vie à chaque étape. Au sein de cette période de l'« Église sous la Croix », la révolte des Camisards (1702-1704) constitue un épisode exceptionnel, essentiellement cévenol, mêlant prophétisme et violence, qui implique toute une population révoltée par la répression dans une guérilla qui oblige le roi de France à mobiliser contre elle, en pleine guerre de Succession d'Espagne, d'excellents régiments. Le premier « synode du Désert » eut lieu en août 1715 au Montèzes, dans les Basses-Cévennes, à l'instigation d'Antoine Court.
De leur côté, prélats et missionnaires catholiques s'efforcent également par la plume et la parole de convaincre les protestants de la supériorité du catholicisme, ou tout simplement de l'intérêt matériel et immédiat qu'apporterait une conversion. On peut citer Bossuet, auteur d'une Histoire des variations des Églises protestantes, qui obtint par exemple en 1668 la conversion tardive de Turenne.

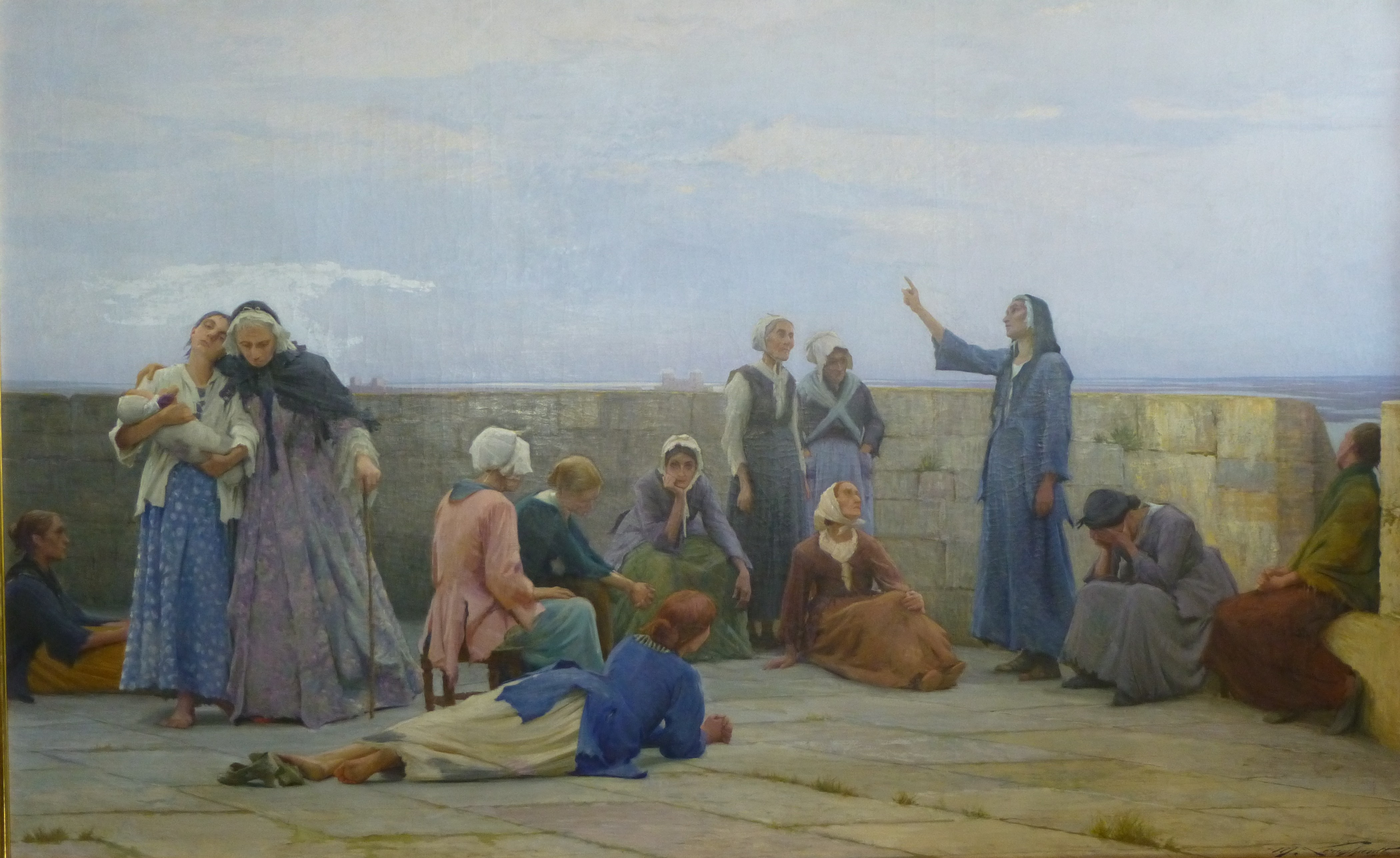
Prisonnières huguenotes à la Tour de Constance, Max Leenhardt, 1892.

Le 14 mai 1724, par sa déclaration contre les huguenots, Louis XV renforce l'application de la législation antiprotestante et impose l'instruction catholique forcée pour les enfants. La trêve de 1744 empêche la persécution des protestants, ils profitent de cette année pour se marier, baptiser leurs enfants et pratiquer leur culte.
En 1745, la persécution antiprotestante reprend, l’Église catholique prend de nouvelles mesures et exécute des pasteurs clandestins, envoie des huguenots aux galères et leurs femmes en prison lorsqu'ils sont pris à pratiquer leur culte (la prison pour femmes la plus connue étant la Tour de Constance, à Aigues-Mortes).
Enfin, le 7 novembre 1787, Louis XVI rend aux protestants une existence légale par l'édit de Versailles qui institue pour les non-catholiques un état civil laïc (tenu par des juges royaux), ce qui permet aux protestants de faire lever la mention infamante d'enfant illégitime jusque-là accolée à toutes les naissances protestantes dans les registres paroissiaux. Mais l'édit déçoit malgré tout une grande partie des protestants français, puisque ce dernier ne leur reconnaît toujours pas la liberté de culte.
Comme le fait remarquer Georges Gusdorf, la période de la persécution antiprotestante, entre la Révocation de l'édit de Nantes, en 1685, et l'édit de tolérance, en 1787, recouvre une période que l'historiographie française et l'imaginaire collectif ont appelé le Siècle des Lumières, donnant de cette période un récit positif d'une lutte pour la liberté permettant de faire disparaître ce que Gusdorf a qualifié de « génocide » dans l'indifférence quasi générale des philosophes.

### La Révolution, l'Empire et l'égalité des droits

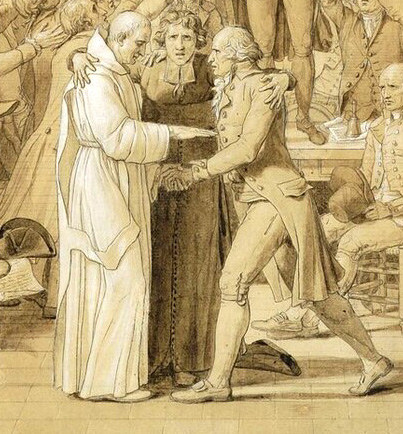
Extrait du tableau du Serment du Jeu de paume de David, représentant dom Gerle, l'abbé Grégoire et le pasteur Jean-Paul Rabaut Saint-Étienne. Il allégorise la réconciliation des chrétiens lors de la Révolution française.

À la Révolution, il y aura seulement 17 protestants parmi les 1 200 députés aux États généraux. Toutefois plusieurs protestants font partie des protagonistes de la Révolution : Antoine Barnave, François-Antoine de Boissy d'Anglas, Pierre-Joseph Cambon, Benjamin Constant, Jean-Paul Marat, Jacques Necker, Jean-Paul Rabaut Saint-Étienne. Aucun comportement commun ne les caractérise : on en trouvera dans tous les partis, défendant toutes les opinions. Ils contribueront de manière parfois marquante aux travaux des assemblées :
- Le 26 août 1789, l'adoption de la Déclaration des droits de l'homme et du citoyen de 1789 promulgue la liberté de conscience et de culte et établit l'égalité entre tous les citoyens quelle que soit leur conviction religieuse. Le conventionnel protestant Rabaut-Saint-Étienne, fils d'un pasteur du Désert, a particulièrement et éloquemment plaidé pour obtenir un article 10 sans aucune ambiguïté : « Nul ne doit être inquiété pour ses opinions, même religieuses »[38] ;
- Pierre-Joseph Cambon s’illustre par la création du Grand-Livre de la Dette publique (24 août 1793) par lequel la Convention reconnaît les dettes de l’Ancien Régime ce qui vise à rallier les rentiers à la Révolution ; il tient tête à Robespierre dont il accélère la chute et obtient le 18 septembre 1794 la suppression du budget des cultes, ce qui met fin à la Constitution civile du clergé et constitue la première séparation de l'Église et de l'État en France ;
- Boissy d’Anglas sera le rapporteur de la loi du 21 février 1795 qui réaffirmera la séparation des églises et de l’État et la liberté des cultes sans appui de l’État.

Par la suite 22 protestants seront élus à l'Assemblée législative de 1791 sur un total de 745 députés, et 36 députés protestants à la Convention sur un total de 749.
La Révolution française offre une amélioration significative du sort des protestants au sein de la communauté nationale naissante. Outre la liberté de culte, les protestants français obtiennent en décembre 1789 l'abolition de toute discrimination à leur égard dans le cadre de l'accès à tous les emplois. De même, dans les premiers textes définissant les règles du suffrage censitaire, aucune discrimination n'est faite sur le critère de la religion. Enfin, durant la période du Directoire, la vie religieuse est marquée par une séparation des églises et de l'État, mettant officiellement le protestantisme à égalité avec tous les autres cultes. Cette égalité instaurée vis-à-vis du reste de la population facilite l'adhésion d'une grande partie des protestants aux idéaux révolutionnaires et à l'idée républicaine, bien que les députés de confession protestante sont présents dans presque tous les courants représentés à l'Assemblée. Progressivement, l'essentiel des députés issus de la bourgeoisie et de la petite bourgeoisie protestante se déchire entre républicains girondins - courant majoritairement choisi par ces députés - et montagnards, qui attirent surtout ceux issus des minorités protestantes vivant dans des bastions catholiques contre-révolutionnaires.
Pendant la Révolution française, tous les cultes vont être interdits, les églises, les temples et les synagogues sont fermés et désaffectés, pour promouvoir d'abord un déisme d'État, le culte de l'Être suprême et la théophilanthropie, puis l'athéisme, les campagnes de déchristianisation culminant notamment de septembre 1793 à juillet 1794 puis après le coup d’Etat du 4 septembre 1797. Les protestants feront profil bas, plusieurs conventionnels protestants acceptant même sans trop se compromettre ces campagnes de déchristianisation. Si le culte fut partout suspendu, le protestantisme, habitué à la clandestinité et peu doté de richesses, fut relativement peu affecté par le vandalisme ou les confiscations. On ne connaît d'ailleurs à ce jour aucun cas de pasteur tué pour des raisons religieuses durant cette période. De plus, après la fin des campagnes de déchristianisation à la demande de Robespierre, plusieurs pasteurs ont soutenu la mise en place du culte de l'Être suprême, estimant qu'un tel culte concrétisait en partie leur idéal religieux. Ainsi, le pasteur et député Pierre Lombard-Lachaux déclare : « je n’ai jamais prêché que l’amour de la liberté, de l’égalité et de mes semblables ; mon unique désir est de continuer à concourir au bien des sans-culottes ». De plus, malgré la déchristianisation et la Terreur, certains protestants continuent d'être des acteurs majeurs du processus révolutionnaire, comme André Jeanbon Saint-André, qui rejoint le Comité de salut public en juin 1793. Le culte reprendra au lendemain du 9 thermidor et un seul conventionnel protestant sera victime de la réaction thermidorienne.
Avec Napoléon Bonaparte, les différents cultes, catholiques, protestants et israélites, sont rétablis et dotés d'institutions officielles centralisées sur le modèle de l'Église catholique romaine. La loi du 18 germinal an X (8 avril 1802) rétablit officiellement le culte protestant et reconnaît deux obédiences distinctes en créant un consistoire luthérien et un consistoire calviniste (Églises de la Confession d'Augsbourg et Églises réformées). Les protestants peuvent donc à nouveau établir des lieux de culte et de nombreux temples sont édifiés dans la première moitié du XIXe siècle. Bien que plusieurs opposants libéraux au régime soient de confession protestante (Madame de Staël, Benjamin Constant), les protestants sont loués par le pouvoir impérial pour leur loyauté. Ainsi, Napoléon lui-même déclare en 1807 : « Les protestants ont toujours été de bons citoyens, dites-leur que je les mets au rang de mes plus chers amis ». Toutefois, ces derniers sont peu nombreux dans l'entourage de l'empereur, dans les assemblées, dans les corps administratifs ou dans l'armée.

### Les protestants face au retour de la monarchie
À l'été 1815, des protestants du Midi particulièrement dans la région de Nîmes sont à nouveau victimes d'une vague de violence, la Terreur blanche. L'estimation du nombre de victimes varie de quelques dizaines à quelques centaines, dont une centaine dans le seul département du Gard. Ces épisodes de violence, bien qu'éphémères et restreints, conduisent à une très grande méfiance de la part des protestants envers le nouveau régime monarchique, d'autant plus que beaucoup d'entre eux pensaient que les persécutions religieuses endurées par le passé étaient révolues depuis l'obtention de l'égalité avec les autres français de la Révolution française.
En revanche leur attitude est plus complexe sous la monarchie de Juillet : une partie des protestants est satisfaite de voir émerger une monarchie parlementaire proche du modèle britannique et reprenant certains symboles hérités de la Révolution, et la présence de protestants dans les plus hautes sphères de l'État, comme François Guizot, peut s'avérer rassurante. Néanmoins, cette adhésion massive à l'orléanisme est surtout visible au sein de la bourgeoisie protestante, tout comme au sein du reste de la bourgeoisie d'affaires française.

### Engagement social et politique sous la Seconde République et le Second Empire
À l'inverse, la majorité des protestants issus des couches moyennes et populaires de la population apporte un soutien clair à la Révolution française de 1848 et à l'avènement du nouveau régime républicain. La Seconde République instaure d'ailleurs la liberté de réunion religieuse, qui était jusque-là contestée aux protestants par les autorités locales et surtout par le clergé catholique. De plus, les initiateurs de la révolution de 1848 et du nouveau régime républicain ne faisaient pas appel à un discours antireligieux, et s'appuyaient sur les pasteurs protestants au même titre que sur les curés catholiques locaux pour planter symboliquement des arbres de la liberté. À cette occasion, de nombreux penseurs et religieux protestants s'illustrent dans le débat politique en faveur du régime républicain, en allant parfois même encore plus loin, comme le pasteur Edmond de Pressensé, proche des thèses des socialistes de son temps, même si plusieurs autres personnalités protestantes, craignant les excès de violences et l'éventuelle concurrence du socialisme naissant envers le christianisme, se sont rangées au contraire dans le camp conservateur. De fait, bien que très largement attachés à l'idée républicaine, le modèle politique souhaité reste très divergent au sein de la communauté protestante selon l'appartenance sociale des individus : si une majorité de la bourgeoisie protestante et les pasteurs les plus influents souhaitent une république modérée suffisamment conservatrice pour réprimer les excès de violence de l'époque sans marquer le passage à un régime autoritaire, les protestants plus modestes et la majorité des pasteurs locaux affirment un attachement très vif pour une république « démocratique et sociale » plus ou moins proche des idéaux socialistes.
Sous le Second Empire, la plupart des protestants français restent attachés à l'idéal républicain, surtout durant la phase de l'Empire autoritaire durant laquelle le nouveau régime s'appuie sur le clergé catholique et sur ses franges les plus conservatrices, même si leur attitude est assez contrastée d'un territoire à l'autre. Ainsi, dans le Sud-Est, bastion protestant à forte tradition républicaine dans lequel les bonapartistes, peu implantés, sont contraints de s'appuyer encore plus sur l'épiscopat local, les protestants restent très hostiles au régime, suscitant la crainte de l'administration locale, comme l'atteste un rapport du procureur général de Toulouse en 1853. Ainsi, dans cette région du Sud-Est, les protestants locaux sont nombreux à prendre part aux insurrections républicaines en réaction au coup d’État du 2 décembre 1851, et se mobilisent fortement en faveur du non au plébiscite de la même année : dans le canton de Vernoux, en Ardèche, avec une population à majorité protestante, le "non" l'emporte avec 60% des voix. Néanmoins, dans l'Ouest de la France, où l'idée républicaine est peu implantée et où l'influence du clergé légitimiste est encore forte, les bonapartistes tirent profit de la réappropriation par l'empereur de symboles et de principes hérités de la Révolution Française, et y incarnent aux yeux des minorités protestantes locales les défenseurs de la liberté et de l'égalité républicaine qui leur est si chère. De fait, ces dernières ne se soulèvent pas lors du coup d’État de 1851 et votent "oui" au plébiscite de la même année. L'historien André Encrevé parle dans ce cas de figure de « bonapartisme de raison » .

### Les protestants sous la Troisième République

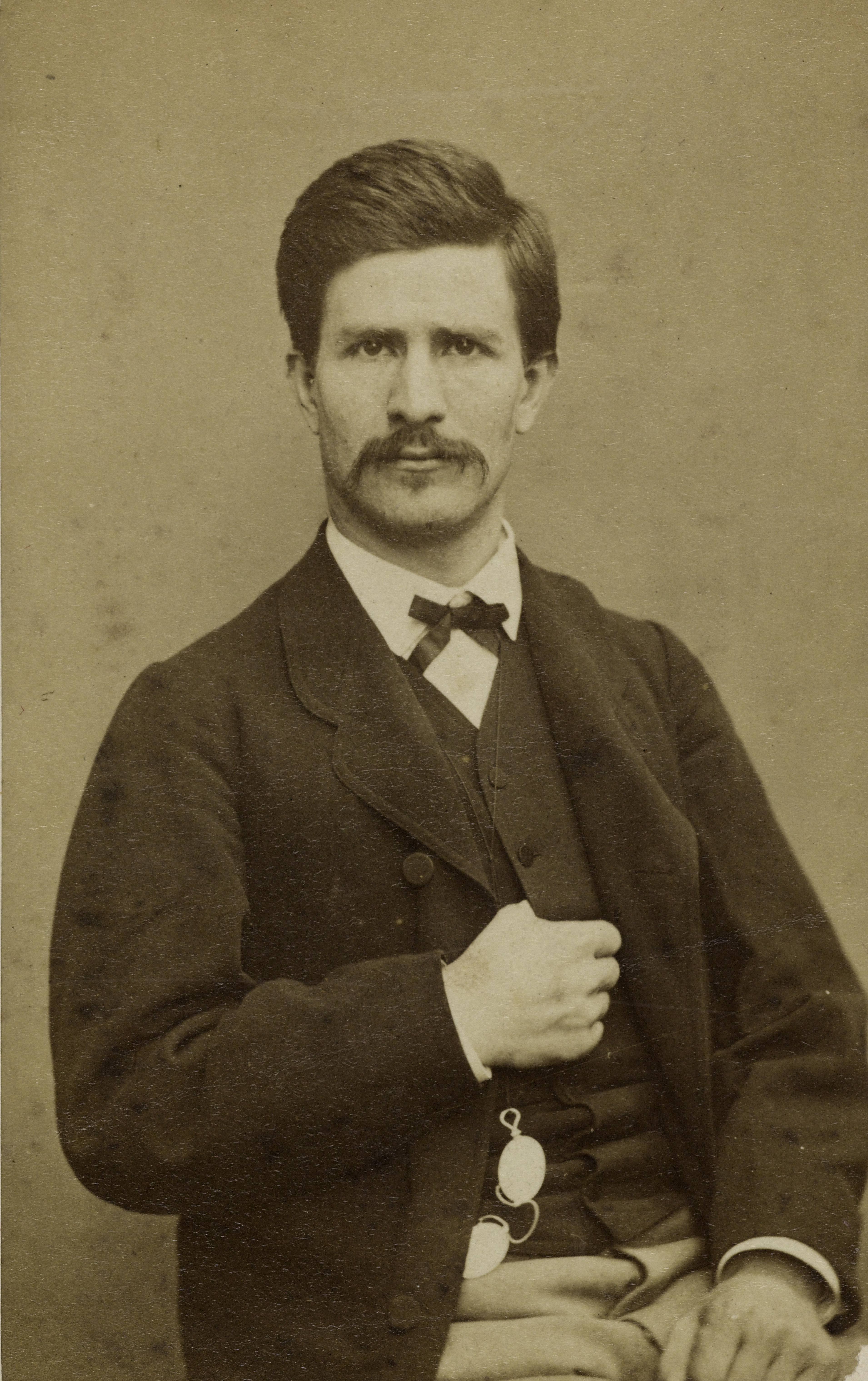
Louis Rossel, un des chefs militaires des communards, de confession protestante.

Selon André Encrevé, environ 2% des communards condamnés à la déportation en Nouvelle-Calédonie sont protestants, soit un taux égal à la part des protestants dans la population française de l'époque. Plusieurs protestants se sont distingués de manière significative durant la Commune de Paris, comme le militaire Louis Rossel, un des hauts gradés à la tête des opérations militaires des Fédérés, ainsi que le sculpteur Jules Dalou et le géographe Élisée Reclus.
Après la chute du Second Empire, les populations protestantes, tout particulièrement celles issues des masses paysannes et ouvrières, se montrent assez précocement favorables à la Troisième République par rapport au reste de la population. Outre l'attachement aux idéaux hérités de la Révolution française, c'est l'alliance entre les monarchistes, majoritaire à la Chambre des Députés durant la majorité des années 1870, avec le courant catholique ultramontain, ouvertement antiprotestant, qui explique cette adhésion. De plus, le climat d'ostentation d'un culte très conservateur de la part l'Église catholique avec l'appui de la droite monarchiste suscite une crainte parmi les populations protestantes.
La question du rôle réel du protestantisme et de la communauté protestante française dans la consolidation de la Troisième République suscite encore aujourd'hui de multiples débats parmi les historiens. Certes, plusieurs gouvernements tenus par les républicains ont été composés d'une part parfois significative de protestants. Par exemple, le premier gouvernement formé par William Waddington - lui-même de confession protestante - en février 1879, est composé à 50% de ministres protestants. De même, dès les premières années du nouveau régime, des politiciens protestants étaient présents dans les différentes factions du camp républicain : c'est le cas de Charles de Freycinet - gambettiste - ainsi que de Ferdinand Buisson, proche de Jules Ferry. Toutefois, si les politiciens et députés protestants étaient relativement nombreux, rares étaient ceux qui avaient un poste majeur dans l'appareil d'État : durant toute la Troisième République, on ne compte qu'un seul président de la République, quatre présidents du conseil et trois présidents du Sénat dont l'appartenance à la religion protestante est attestée. De plus, pour André Encrevé, il est impossible de parler d'une « politique protestante » à part entière, tant les élus protestants étaient répartis dans des courants républicains parfois très distincts, suivant davantage la ligne idéologique de leur parti plutôt qu'une opinion politique communautaire.

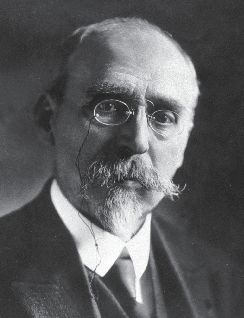
Ferdinand Buisson, homme politique français protestant, républicain, cofondateur de la Ligue des droits de l'Homme et inspirateur des lois scolaires.

Les politiciens républicains protestants et les républicains agnostiques ou athées — issus pour la plupart de familles catholiques — n'ont pas toujours constitué un groupe uni sur certains sujets, notamment sur celui de la laïcité. Ainsi, la plupart des républicains agnostiques et anticléricaux sont favorables à une laïcité qui marginalise le fait religieux, soit en prenant le contrôle des institutions (c'est le cas du « concordat sans le Pape » d'Émile Combes) soit en le cantonnant exclusivement à la sphère privée. En revanche, la plupart des élus républicains protestants — admiratifs d'une laïcité telle qu'elle existait à l'époque aux États-Unis — plaident pour une séparation nette entre Églises et État, mais aussi pour que ce dernier reconnaisse le rôle essentiel du fait religieux. Ainsi, c'est sans hostilité vive ni enthousiasme que la plupart des protestants acceptent la loi de séparation des Églises et de l'État de 1905.
Malgré tout, la place des politiciens protestants et de la communauté protestante reste très visible sur certaines réformes majeures de la troisième république, notamment dans le domaine de l'éducation. Ainsi, au sein de l'équipe de Jules Ferry ayant réformé l'enseignement en lycée public et à l'université publique, l'on compte plusieurs protestants notoires, à l'image de Ferdinand Buisson, grand inspirateur des lois scolaires des années 1880. De même, Félix Pécaut, théologien protestant et pédagogue, contribue à la mise en œuvre des lois scolaires, et initie la création de l'École normale supérieure de Fontenay-aux-Roses, ouvrant aux femmes de façon partielle l'accès à l'enseignement supérieur. La présence de protestants est aussi nettement visible dans la composition et le fonctionnement des établissements. Ainsi, dans les lycées de jeunes filles de 1885, 25 % des chefs d'établissements, 10 % des enseignants et 22 % des élèves sont de confession protestante. Toutefois, cet investissement de nombreux protestants dans l'enseignement public républicain n'empêche pas des protestants de participer à la fondation d'établissements privés ne dépendant pas de congrégations catholiques, comme l’École Alsacienne fondée à Paris en 1870
La fin du siècle est marquée par un nouveau pic d'antiprotestantisme dans le débat public, impulsé par les différentes composantes de l'extrême droite nationaliste. Ainsi, Charles Maurras place les protestants parmi les « quatre États confédérés » de l'Anti-France, aux côtés des Juifs, des francs-maçons et des étrangers. D'une part, les protestants sont présentés par une partie de l'extrême droite comme un corps étranger à l'identité française catholique, en prenant pour illustration l'origine étrangère réelle — comme pour William Waddington, d'origine écossaise — ou supposée de plusieurs personnalités reconnues comme protestantes. Pour Maurras, ils sont ainsi des alliés objectifs des puissances (Maurras parle plus explicitement de « races ») anglo-saxonnes et germaniques, dans lesquelles leurs coreligionnaires sont plus nombreux, voire majoritaires. Certains vont même jusqu'à amalgamer religion et identité raciale, opposant la « race des Celtes-Latins catholiques » à celle des « Germains et Anglo-Saxons protestants ». L'antiprotestantisme de l'extrême droite nationaliste de l'époque a aussi un pilier plus politique. Les protestants sont en effet accusés de trahir les intérêts de la France dans le cadre de l'expansion coloniale en Afrique au profit de la puissance rivale anglaise. Qui plus est, ils sont considérés comme porteurs de subversion sociale et comme une source de désordre dans le pays, d'une part en raison de leur doctrine religieuse accordant une certaine importance au libre examen, d'autre part parce qu'ils sont soupçonnés d'être derrière la Révolution française, ainsi que derrière l’émergence du capitalisme et du socialisme, tous deux condamnés par l’Église catholique de l'époque. L'affaire Dreyfus nourrit également beaucoup les craintes et fantasmes de l'extrême droite antidreyfusarde. En effet, beaucoup de personnalités protestantes — des pasteurs aussi bien que des laïcs — ont pris la défense du capitaine dégradé. Certains, comme Gabriel Monod, reconnaissant dans Dreyfus une figure similaire à celle de Calas : deux innocents, victimes d'un lynchage moral et judiciaire en raison de leur appartenance à une minorité religieuse. De fait, les nationalistes antidreyfusards décrivent les protestants comme des alliés objectifs des Juifs, les deux communautés religieuses détenant, selon eux, le contrôle du régime républicain.

### Création des consistoires, Réveil et croissance du protestantisme au dix-neuvième siècle

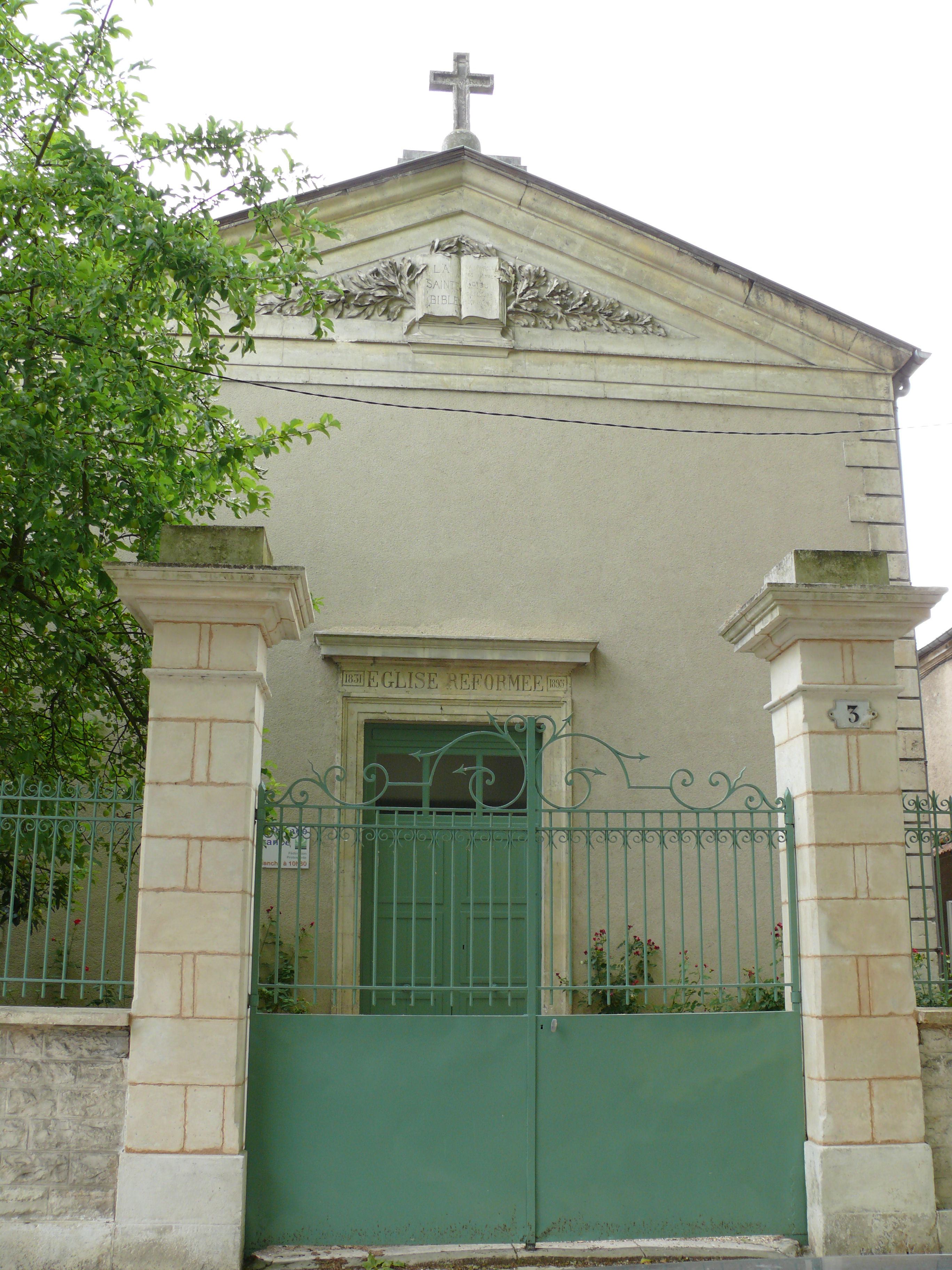
Le temple de Bourges, construit en 1820

Le XIXe siècle a vu un développement rapide du protestantisme en France. Même sous la première Restauration, le protestantisme se sent désormais protégé. À un certain épuisement religieux à la fin du XVIIIe siècle succède une période de renouveau, pour une part liée à un renouveau sociologique dû à l'essor de la bourgeoisie protestante mais aussi et surtout lié à la vague de fond qui traverse tout le protestantisme francophone entre 1820 et 1850, le Réveil :
- ses premiers prédicateurs sont souvent suisses ou britanniques envoyés par des églises méthodistes ou baptistes, comme Ami Bost, Félix Neff ou Charles Cook sont les plus connus. Ils préfèrent les petites réunions aux grandes assemblées, et introduisent les cantiques romantiques, d’origine anglo-saxonne, alors que les réformés ne chantaient jusque-là que des psaumes. Le Réveil s'implante dans toutes les catégories sociales, jusque dans la haute bourgeoisie parisienne. La chapelle de la rue Taitbout, église indépendante, est ainsi fréquentée par un monde cosmopolite et élégant dont le soutien financier sera déterminant pour les œuvres protestantes.
- les sociétés et institutions sociales et missionnaires, pour la plupart issues du Réveil, se multiplient[58] :
  - Société biblique de Paris (en 1818)
  - Société des Traités religieux (1821)
  - Société des missions évangéliques (1822)
  - Société protestante de prévoyance et de secours mutuel de Paris (1823)
  - Orphelinat de Strasbourg-Neuhof (1825), suivi de ceux de Saverdun et Lemé
  - Comité pour l'encouragement des Écoles du dimanche (1826)
  - Société des amis des Pauvres (1829)
  - Comité pour l'encouragement de l'instruction primaire chez les protestants de France (1829)
  - Comité des dames protestantes pour les prisons de femmes (1839)
  - Diaconesses de Reuilly et diaconesses de Strasbourg (1841)
- essor du mouvement dit du christianisme social (gauche chrétienne), autour notamment du pasteur Tommy Fallot, de l'école de Nîmes (dont la figure de proue est l'économiste Charles Gide), de la Ligue pour le relèvement de la moralité publique, etc.

À partir de 1849 toutefois, puis de nouveau en 1872 et 1873 à l'occasion du XXXe Synode général de l'Église réformée de France, le protestantisme français se divise entre « orthodoxes »[Quoi ?], souvent issus du Réveil, et « libéraux »[Quoi ?], avec l'apparition des Églises évangéliques libres. Ces divisions perdureront jusqu'en 1938.
En 1855, le pasteur John Bost, refusant la loi de 1838 qui ordonne d'enfermer les aliénés, fonde les asiles de la Force (son premier asile, "La famille évangélique" est créé en 1848 pour accueillir des orphelines et filles "en danger moral"). Les Asiles de Laforce (devenus "Asiles John Bost" à la mort de son fondateur en 1881) sont reconnus d'utilité publique en 1877.

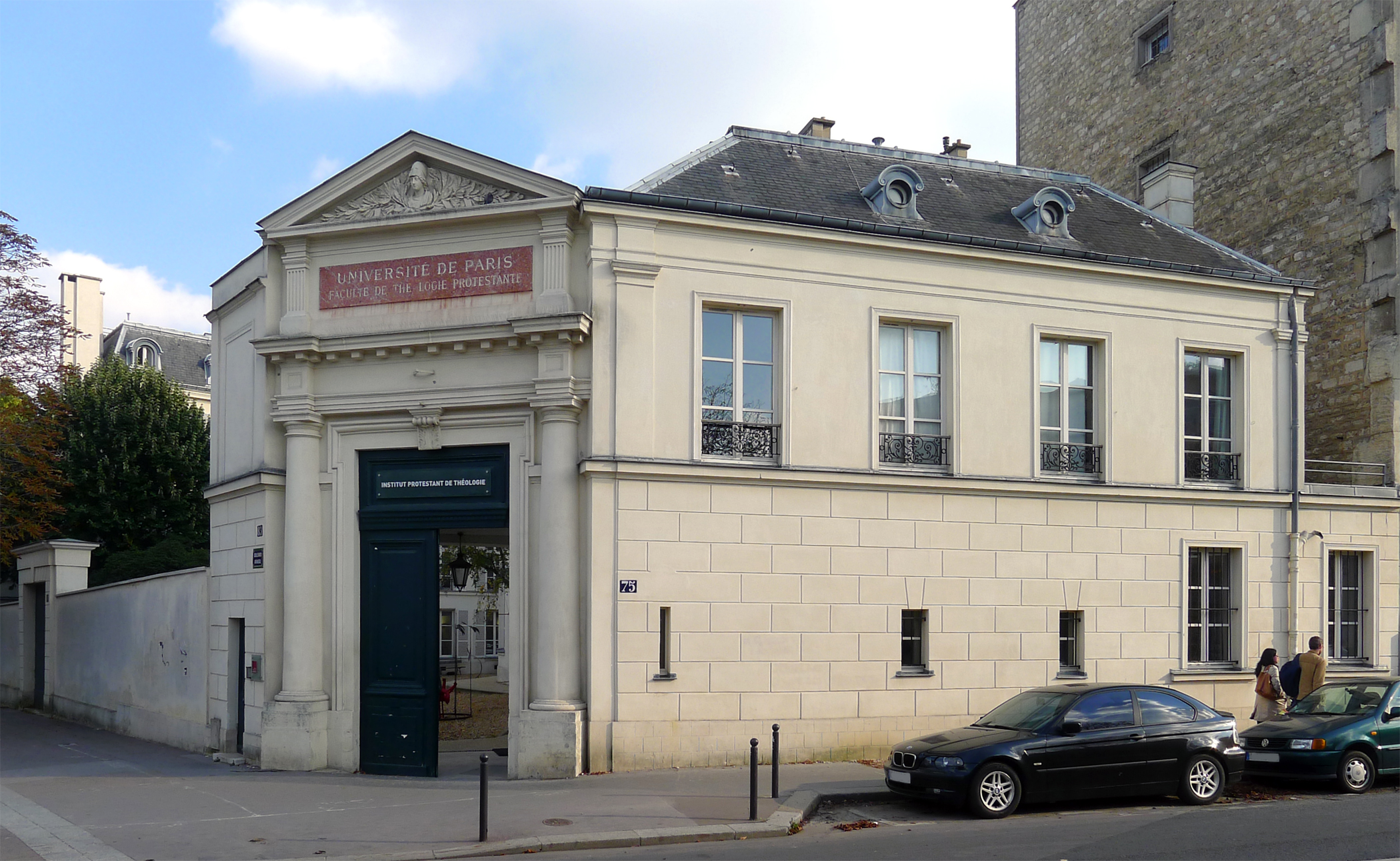
La faculté de l'Institut protestant de théologie de Paris, inaugurée en 1877.

En 1872 apparaît la Mission populaire évangélique lancée par le pasteur britannique Robert McAll venu prêcher à Paris à la suite des terribles événements de la Commune. Parmi les mouvements qu'il a inspirés, citons :
- la coopérative de consommation de Fives-Lille créée par le pasteur Henri Nick avec l’aide de Charles Gide qui développe une théorie socialiste coopérative connue sous le nom d’École de Nîmes ;
- le scoutisme unioniste créé en 1911 à Grenelle (c’est le plus ancien groupe scout en France) ;
- des colonies de vacances qui occuperont jusqu’à quinze propriétés et deux préventoriums.

L'Armée du salut s'implante à Paris en 1881 sous la conduite de Catherine Booth-Clibborn, fille du fondateur William Booth.
Le protestantisme français est passé de 748 482 adhérents en 1851 à 846 619 en 1861 puis à 580 757 en 1872, l'Alsace-Moselle étant retranchée.

### L'épreuve douloureuse de la Grande Guerre
À l'approche de la Première Guerre Mondiale, les intellectuels protestants français ont une attitude complexe et hésitante face à l'éventualité d'un conflit armé avec l'Allemagne. Une partie d'entre eux, à l'image de Charles Gide, adhère à un discours pacifiste motivé par des convictions religieuses influencées par une interprétation antimilitariste du commandement biblique « Tu ne tueras point ». La question se pose d'autant plus que le conflit se ferait contre l'Allemagne, et donc potentiellement contre des soldats partageant la même foi. Mais la plupart d'entre eux sont aussi conscients des dangers du militarisme allemand. Le contexte de guerre transforme la prédication donnée par les pasteurs et prédicateurs protestants français, avec une connotation patriotique poussée. Dans ces prédications de guerre est dépeinte une image glorieuse de la France révolutionnaire et républicaine, considérée comme héritière des idéaux de la Réforme calviniste, destinée à défendre la civilisation occidentale face à la barbarie. De plus, en 1915 est créé le Comité protestant de la propagande française, une instance créée à l'initiative de protestants au service du gouvernement français, visant à diffuser des revues et envoyer des délégations dans les pays protestants encore neutres (Pays-Bas, pays scandinaves, et surtout Etats-Unis), pour s'engager dans le conflit aux côtés de la France.
Les protestants français subissent de plein fouet les occupations de territoires par l'Allemagne, notamment dans les régions allant du Nord-Pas-de-Calais jusqu'aux Vosges. Leur vie cultuelle est profondément impactée par la présence d'un occupant partageant par moment la même foi qu'eux : les offices funéraires ne peuvent être administrés qu'en présence d'un soldat allemand, et les réunions au temple en dehors des messes sont interdites. Les fidèles peuvent très difficilement se rendre au culte, car chaque déplacement nécessité une autorisation spéciale délivrée par l'armée allemande. Face à ces difficultés et à l'absence chronique d'officiers du culte en raison de leur mobilisation au front, les fidèles en zone occupée s'organisent eux mêmes, comme par exemple en créant à Lille des « cultes laïques » en 1915, organisés sans pasteurs.
En raison de la mobilisation des pasteurs français sur le front, les femmes protestantes gagnent une place majeure dans la vie cultuelle lors du conflit. Ainsi, les épouses de pasteurs assurent elle-mêmes les messes, les baptêmes, percoivent les cotisations, bien qu'elles ne puissent pas exercer tous les offices, certains étant encore strictement réservés aux hommes. Les femmes en général maintiennent un lien social fort au sein de la communauté protestante restée à l'arrière, car elles s'impliquent dans la prise en charge de certains malades et dans le maintien du catéchisme et des écoles religieuses.

### L'époque contemporaine

#### Au niveau des institutions et églises
La Fédération protestante de France (FPF) a été créée le 25 octobre 1905 comme une union d’Églises destinée à « défendre les intérêts protestants » dans le contexte de la loi de séparation des Églises et de l'État.
En 1938, les négociations conduites par le pasteur Marc Boegner en vue d'une « restauration de l'unité réformée » permirent d'établir une nouvelle Déclaration de foi de l'Église réformée de France et la majorité des « Églises libres » acceptèrent de se rattacher à l’Église réformée de France. Mais certains restèrent à l'écart, craignant que, malgré le nouveau texte, la théologie libérale ne prenne le dessus dans la nouvelle Union. Ils formèrent l'Union nationale des Églises réformées évangéliques indépendantes (UNEREI), aujourd'hui l'Union nationale des Églises protestantes réformées évangéliques de France, membre de la Fédération protestante de France.

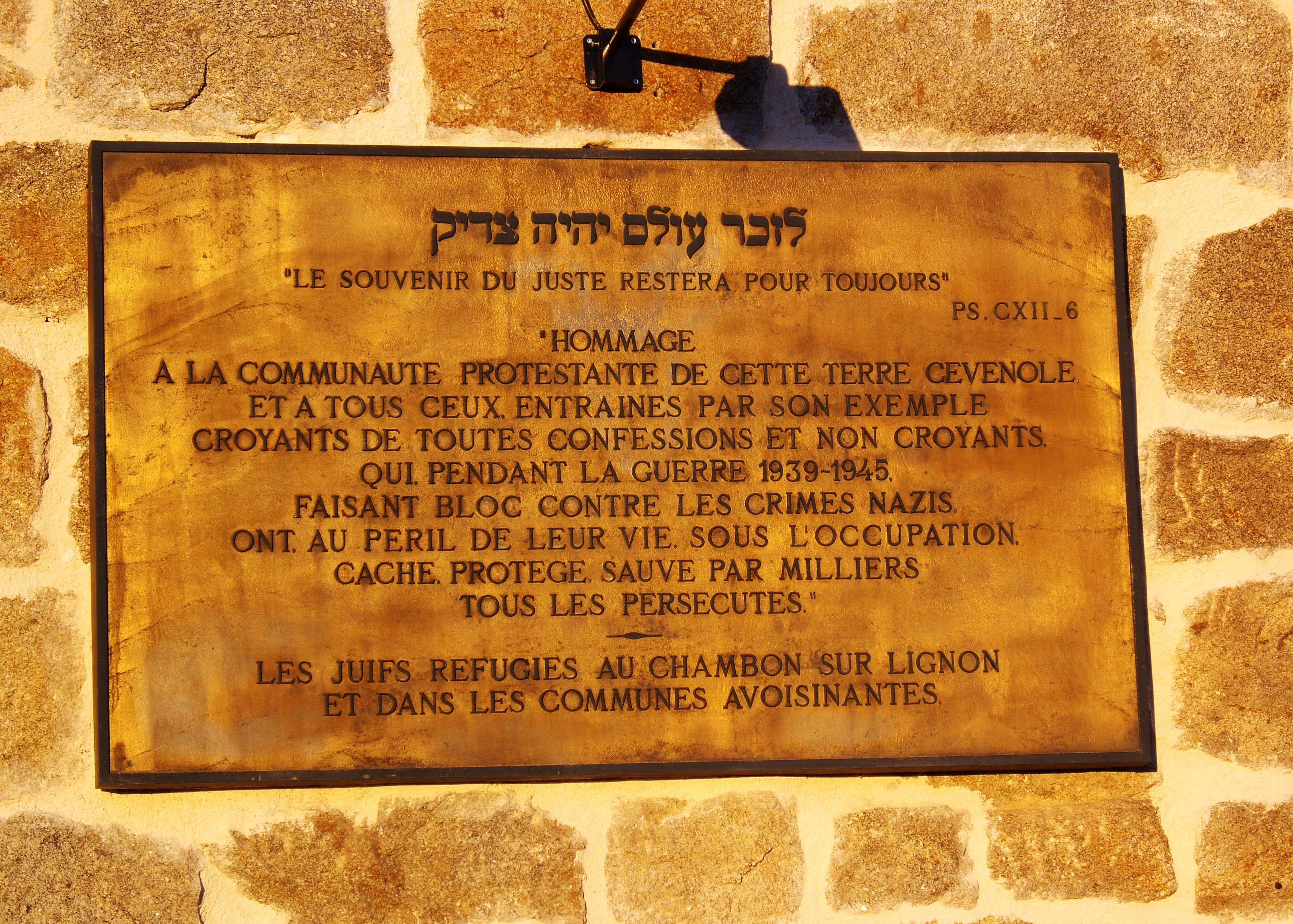
Plaque commémorative du sauvetage des juifs au Chambon-sur-Lignon.

En 2012, l’Église réformée de France et l'Église évangélique luthérienne de France s'unissent au sein d'une nouvelle union d'églises l’Église protestante unie de France.
La Fédération protestante de France fédère aujourd'hui 26 Églises et unions d’Églises. Les annuaires protestants recensent 690 paroisses luthériennes et réformées (luthéro-réformées) ainsi que 2 100 communautés évangéliques actives en France.
Depuis 2009, un grand rassemblement des protestants de toute tendance (historiques ou évangéliques), "Protestants en fête", est organisé tous les quatre ans par la Fédération protestante de France sur le modèle de l'Assemblée de l'Église protestante allemande. En 2017, elle réunit environ 15 000 personnes dont 8 000 au Zénith de Strasbourg et les autres dans 7 églises de la ville qui retransmettaient la célébration en direct, sur le thème de la fraternité et des cinq cents ans de la Réforme protestante.

#### Au niveau de la société
Parallèlement, une partie de la gauche chrétienne réunie au sein du mouvement du « christianisme social » se tourne explicitement vers le socialisme, le communisme (après 1917), voire l'anarchisme, souvent au sein de groupes œcuméniques. On a ainsi, en 1908, la création de l'Union des socialistes chrétiens par Raoul Biville (professeur de droit) et Paul Passy (également professeur), à laquelle adhère Jules Humbert-Droz, l'un des fondateurs du Parti communiste suisse. Henri Tricot, un pasteur anarchiste (De l'anarchie à l'Evangile, 1910), fonde l'Union des communistes spiritualistes. Pendant les années 1930, l'Union des socialistes chrétiens et la tendance communiste des chrétiens sociaux fusionnent dans le Front des chrétiens révolutionnaires. Mené en particulier par le syndicaliste Maurice Laudrain (futur membre de l'« abondancisme ») et le député André Philip (futur membre du PSU), celui-ci publie la revue Terre nouvelle.
Pendant la Seconde Guerre mondiale, de nombreux protestants s'illustrèrent dans la Résistance et le sauvetage des juifs. L'aspect le plus spécifique en est sans doute la Résistance purement non-violente conduite par le pasteur André Trocmé au Chambon-sur-Lignon avec l'aide de tous les habitants de la région et de certains groupes ou organisations protestantes tels que les quakers ou la CIMADE, créée à cette époque par les mouvements de jeunesses protestants (Éclaireurs unionistes, Fédération française des éclaireuses, Union chrétienne des jeunes gens, Fédération française des associations chrétiennes d'étudiants - la « Fédé »)
Dans l'immédiat après-guerre, le rôle du vote protestant et des élus protestants est marginal, ces derniers se tournant majoritairement vers le Parti Radical alors en déclin. Mais petit à petit, on retrouve de nombreux protestants au sein des mouvements luttant pour l'information sexuelle et le droit à l'avortement, au sein du Planning familial, etc. Les protestants adhérant à la gauche chrétienne jouent un rôle moteur dans l’émergence et l'affirmation de la deuxième gauche dès les années 1950, notamment au sein du PSU. L'émergence du Parti Socialiste dans les années 1970 redonne aux protestants une place prépondérante. Ainsi, dans le premier gouvernement constitué par Pierre Mauroy sous la présidence de François Mitterrand, un quart des nouveaux ministres et secrétaires d’État sont protestants. Toutefois, plusieurs conflits subsistent dès l'époque au sein du PS entre les élus protestants et les autres cadres. Ainsi, l'opposition interne entre Michel Rocard et Mitterrand a pu être interprétée non seulement comme une opposition politique, mais aussi comme une opposition entre deux cultures, la première protestante, la seconde partiellement influencée par le catholicisme social.
À l'heure actuelle, l'antiprotestantisme est très marginal, bien qu'on en trouve encore des traces, dans l'usage par exemple du terme péjoratif « puritain ». Toutefois, d'après l'hebdomadaire Réforme, le polémiste à succès et homme politique Éric Zemmour a fait des protestants une cible de prédilection dans ses chroniques et analyses.

### L'attachement mémoriel
Nombreux sont les protestants issus des Églises établies qui sont très attachés à l'histoire douloureuse de leur Église et parfois aux éléments d'histoire familiale associés ; c'est ce qui a conduit à la fondation de la Société de l'histoire du protestantisme français (SHPF), société savante fondée en 1852 afin de faciliter les recherches historiques sur le protestantisme. C'est l'une des plus anciennes sociétés savantes de France, qui publie depuis sa fondation le Bulletin de la SHPF (trimestriel), auquel s'est ajouté depuis les années 1980, les Cahiers du centre de généalogie protestante. Dans la même veine, il existe une association des Amitiés huguenotes internationales qui entretient les liens avec les communautés protestantes issues de l'émigration huguenote dans les pays dits du Refuge (voir au paragraphe ci-dessus).

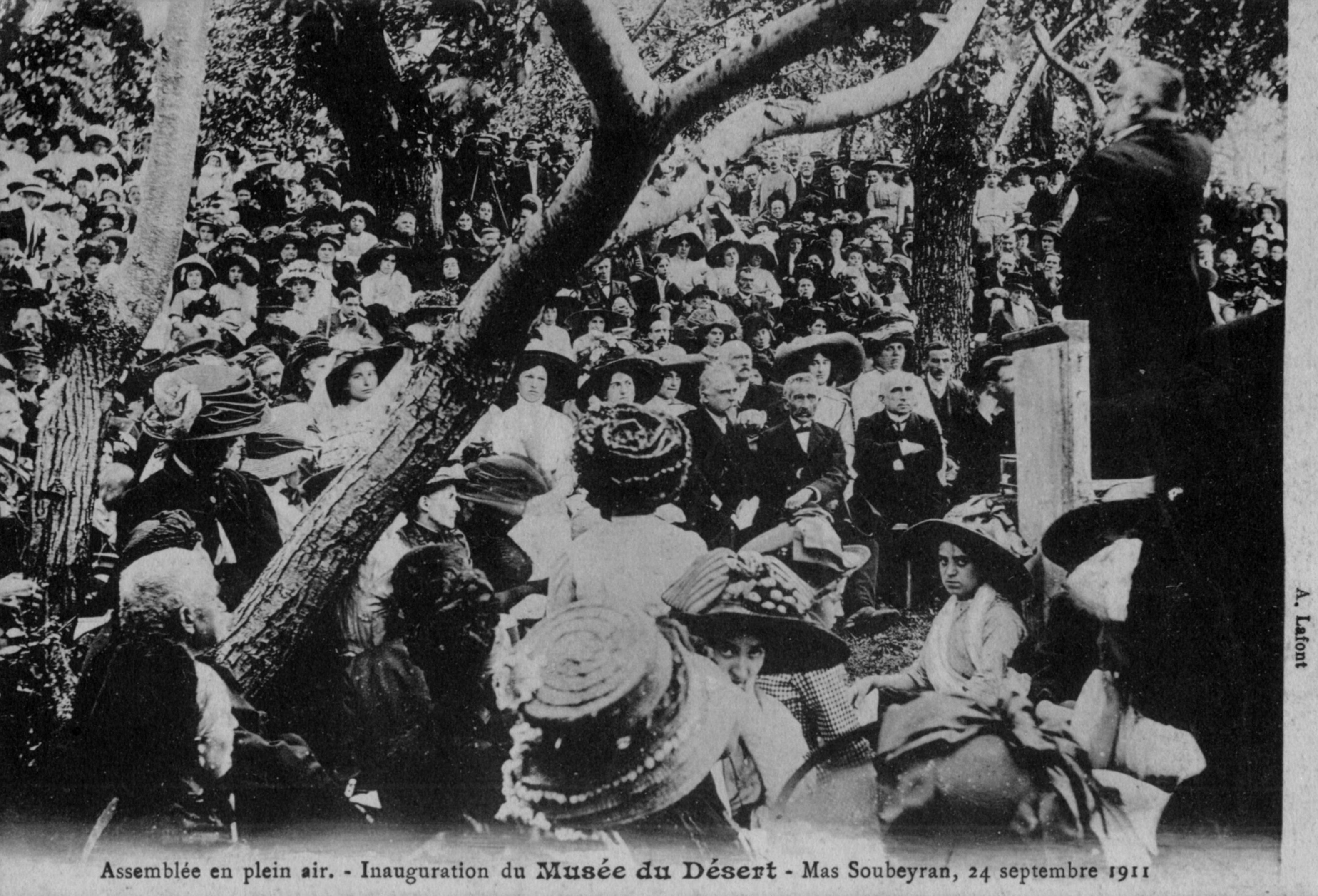
Inauguration du Musée du Désert à Mialet le 24 septembre 1911.

L'une des manifestations les plus connues de l'attachement mémoriel protestant est sans doute l'Assemblée du désert qui se tient tous les premiers dimanches de septembre sous les chênes verts environnant le Musée du Désert à Mialet (Gard) : le matin des milliers protestants venus du Midi de la France mais aussi d'autres régions françaises voire de l'étranger participent à un culte en plein air et l'après-midi à des conférences historiques en rapport avec les dates anniversaires du moment. Le terme désert, utilisé par les protestants du XVIIIe siècle, époque de l’illégalité du culte protestant, pour désigner les zones reculées où les cultes clandestins se tenaient tant bien que mal, fait référence au livre de l'Exode dans la Bible, et au long parcours du peuple hébreu dans le désert après sa sortie d’Égypte.
Outre le Musée du désert, installé dans la maison natale du chef camisard Rolland, le site Huguenots en France compte pas moins de 18 musées du protestantisme en France, sans compter les monuments et lieux de mémoire.

## Histoire du protestantisme dans les régions périphériques
Le rattachement tardif ou temporaire à la France de certains territoires a donné à leur histoire religieuse une tout autre tonalité que celle du reste de la France.

### Alsace

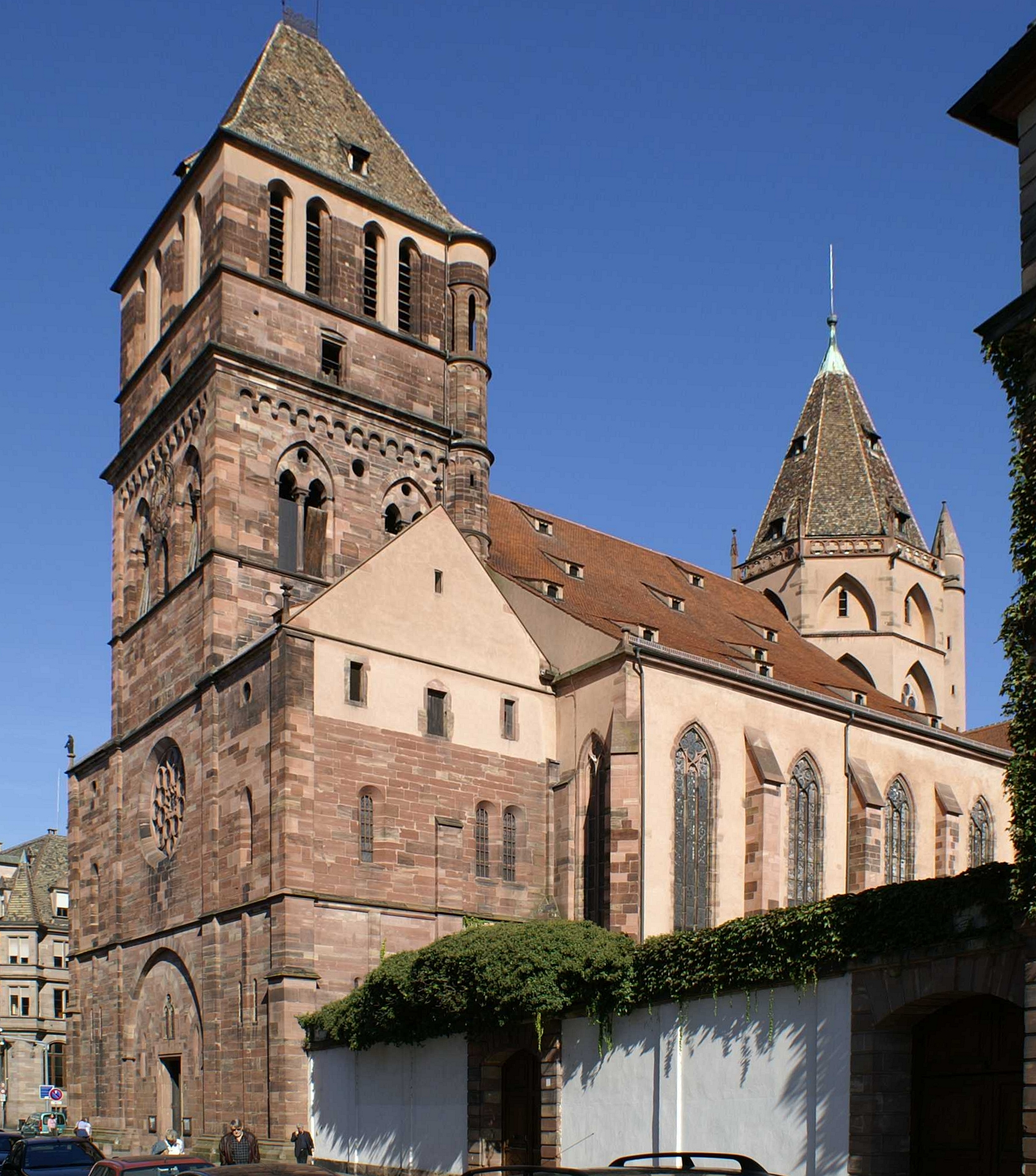
Église Saint-Thomas de Strasbourg à Strasbourg.

Jusqu'à la Guerre de Trente Ans, l'Alsace est terre d'empire et le protestantisme est présent dans de nombreuses régions, soit sous sa forme luthérienne soit sous sa forme réformée (minoritaire) en fonction de la religion du prince, selon les termes de la Paix d'Augsbourg de 1555. La signature des traités de Westphalie par Louis XIV en 1648 assura la protection juridique des protestants d’Alsace, à la différence de leurs coreligionnaires de vieille France déclarés hors la loi par la révocation de l’Édit de Nantes en 1685. Cependant, un ensemble de contraintes furent imposées aux protestants d’Alsace en vue de favoriser les conversions.
D'autre part en raison de son rattachement à l'Empire allemand de 1871 à 1918, l'Alsace n'a pas été associée à la séparation de l’Église et de l’État. Après quelques débats et quelques agitations dans les années 1920, le statut des églises d'Alsace est resté celui du Concordat de 1801.
Le protestantisme alsacien dispose de sa propre Faculté de théologie au sein de l'Université de Strasbourg alors que les pasteurs de la « France de l'intérieur » (hors évangéliques) se forment à la Faculté de théologie protestante de Paris et à la Faculté de théologie protestante de Montpellier.
Les églises luthériennes et réformées d'Alsace se sont à présent réunies pour former l'Union des Églises protestantes d'Alsace et de Lorraine (UEPAL), forte de 260 000 membres et 290 paroisses.

### Pays de Montbéliard

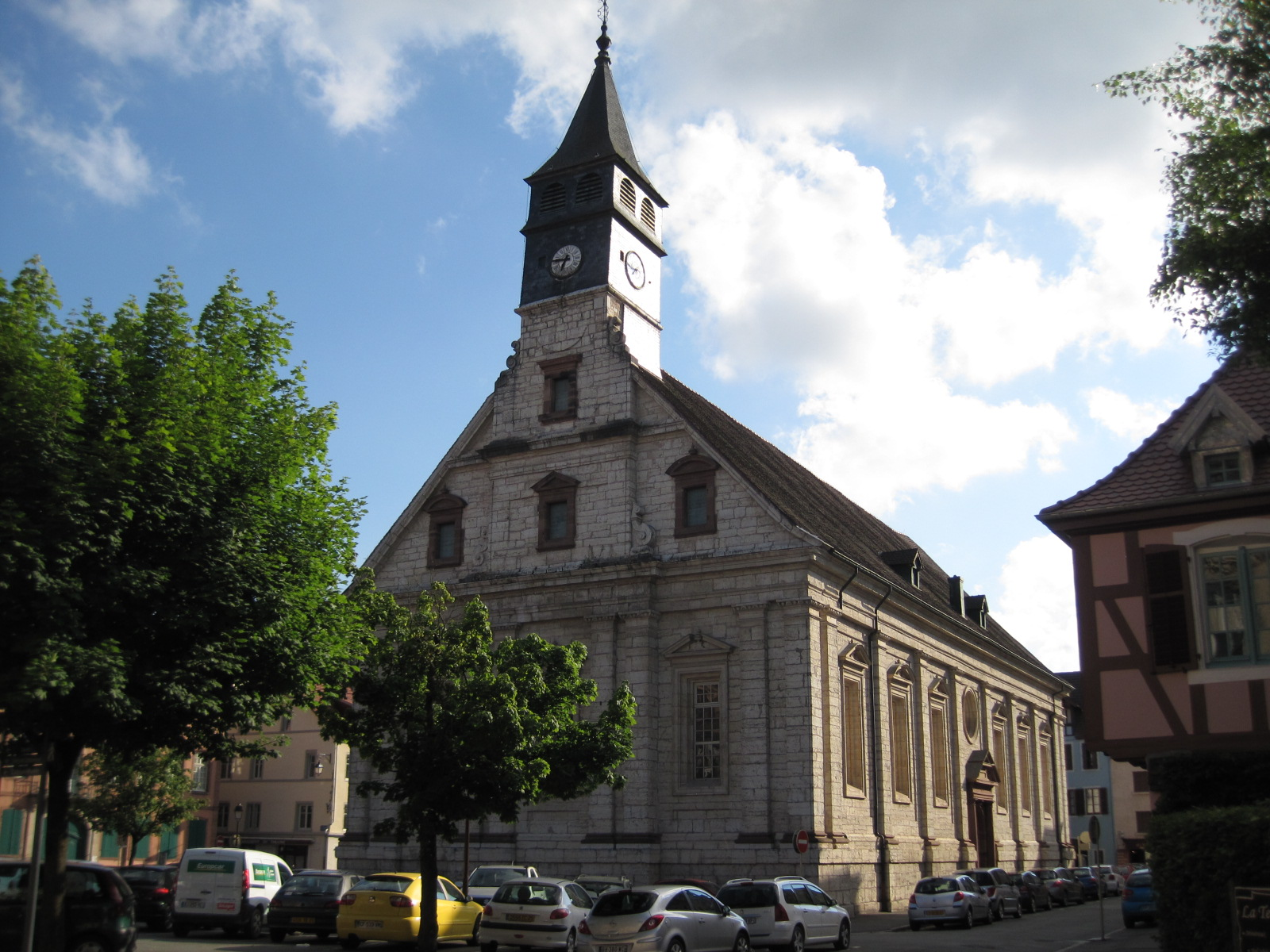
Le temple Saint-Martin de Montbéliard (1601).

Sous la suzeraineté de duc de Wurtemberg, Montbéliard est maintenu dans l'orbite luthérienne jusqu'à la Révolution française, parfois contre la volonté des habitants qui auraient pu avoir des affinités avec les protestants calvinistes francophones. Les pasteurs seront donc formés à l'université de Tübingen pour éviter toute « contamination ». Le temple Saint-Martin, érigé à partir de 1601, est le plus ancien temple protestant de France.
À partir de 1685, Montbéliard accueille son lot de réfugiés huguenots chassés de France, ce qui occasionne la construction d'un quartier neuf, le Faubourg de Besançon, et du temple Saint-Georges. En 1704, Jean Cavalier et son bataillon de camisards s'enfuient du Royaume de France où ils craignent d'être emprisonnés en passant par Montbéliard. Après 1712, Montbéliard accueille des anabaptistes expulsés d'Alsace auxquels le prince attribue des fermes de tout premier plan qu'ils font d'ailleurs remarquablement fructifier.
En 1793, Montbéliard est occupé par les troupes françaises et intégré à la France. L’Église luthérienne, coupée de l'Alsace par le traité de Francfort de 1871, forme une des deux inspections ecclésiastiques de l’Église évangélique luthérienne de France (aujourd'hui Église protestante unie de France).

### Algérie
Le 31 octobre 1839 une ordonnance royale créait à Alger une « Église consistoriale pour le culte protestant », qui n'était rattachée à aucune des deux Églises protestantes reconnues en métropole. Elle allait devenir l’Église protestante unie d'Algérie avec l'ordonnance royale du 10 juillet 1842 instituant un oratoire luthérien à Dely-Ibrahim, puis les décrets du 14 septembre 1859 et du 12 janvier 1867 organisant une véritable Église mixte, avec trois consistoires mixtes (Alger, Oran, Constantine), trois paroisses mixtes dans ces mêmes villes et des paroisses réformées ou luthériennes. Cette organisation allait subsister jusqu'à la loi de séparation des Églises et de l'État en 1905.

### Nouvelle-Calédonie

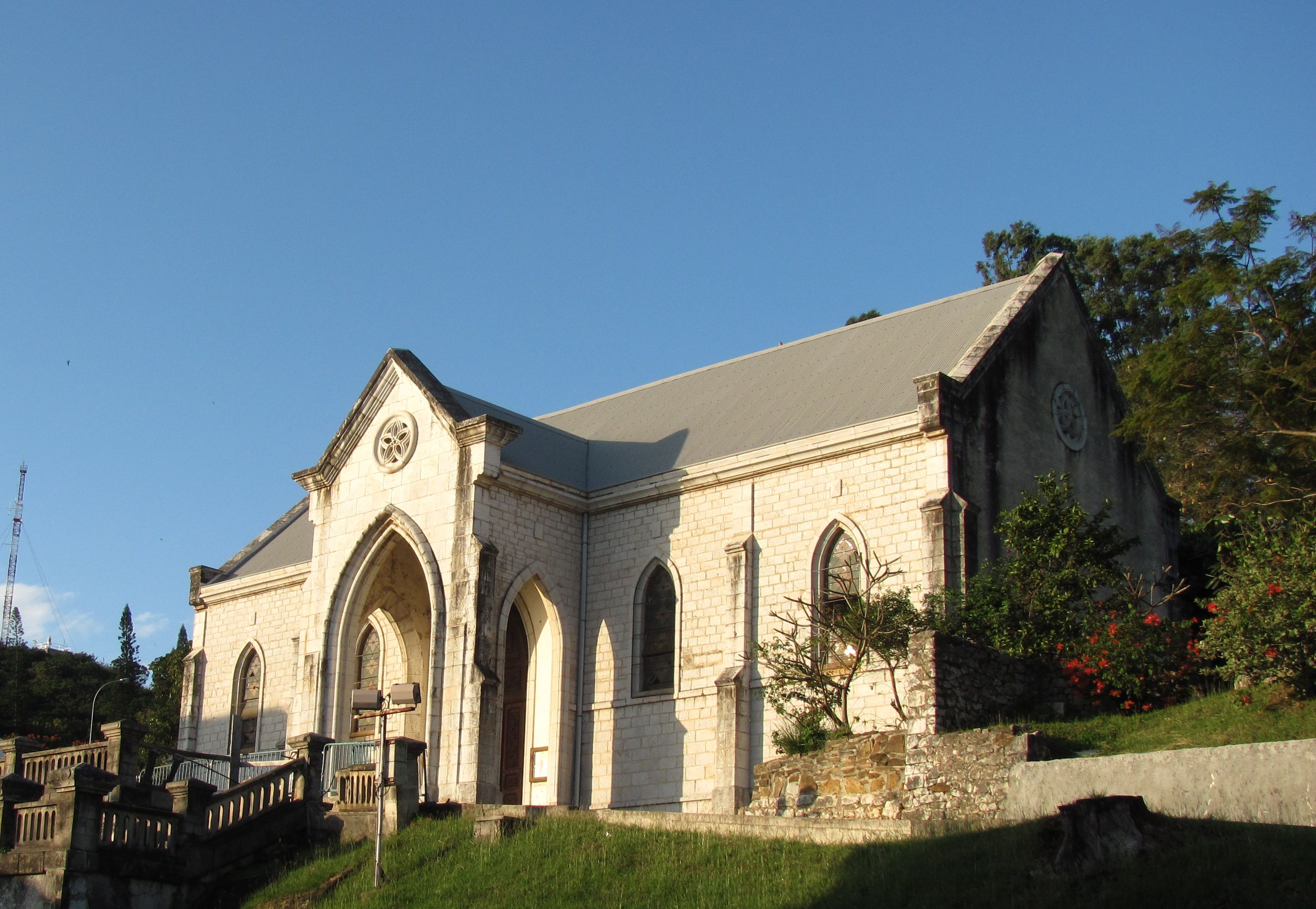
Le Vieux Temple de Nouméa.

En Nouvelle-Calédonie, le protestantisme s'est implanté via les efforts des missionnaires, souvent bien avant la colonisation par la France. Les missions britanniques ont commencé à s'implanter peu après la découverte du territoire par James Cook, avec l'appui de pasteurs kanaks formés sur place, surnommés des natas, alors que la colonisation par la France ne débute qu'en 1853. Une nouvelle vague d'évangélisation atteint l'île en 1840, avec l'arrivée de pasteurs polynésiens convertis issus des îles Samoa et des Tonga.
Après la conquête du territoire par la France, c'est autour de la Société des missions évangéliques de Paris de prendre part à la conversion des populations au protestantisme. Elle ne dispose alors que de peu d'appui, les autorités politiques préférant favoriser l'implantation de missions catholiques sur le territoire.
Petit à petit, le protestantisme, devenu majoritaire au sein des Kanaks au début du vingtième siècle, devient central dans l'identité du peuple autochtone et dans sa conscientisation identitaire. Ainsi, le missionnaire Maurice Leenhardt a enracine les langues vernaculaires dans le rituel et le domaine religieux, en traduisant le Nouveau Testament dans ces langues au début du siècle. Sa présence sur l'île durant près d'un quart de siècle coïncide avec la forte croissance démographique au sein des Kanaks, alors que leur nombre avait réduit de près de 80% en 50 ans, entre le début de la présence coloniale française et le début du siècle. Pour le chercheur et professeur Frédéric Rognon, Leenhardt n'est pas étranger à cette croissance, car il aurait redonné de l'espérance à un peuple ne faisant presque plus d'enfants par désespoir face aux spoliations et aux confinements en réserves imposés par l'administration coloniale. À partir des années 1960, le protestantisme calédonien, aux structures désormais autonomes, contribue à la défense des mœurs des Kanaks et de leurs droits politiques, en partie parce qu'ils incarnent des structures familiales chrétiennes menacées par les mœurs modernes prétendument corrompues venues d'Europe. D'ailleurs, après l'abolition du code de l'indigénat, l'Association des indigènes calédoniens et loyaltiens français, une des premières organisations politiques destinées à défendre les Kanaks, est protestante. Lors des événements politiques de 1984 à 1988 en Nouvelle-Calédonie, l'Église protestante de Kanaky Nouvelle-Calédonie, à l'époque nommé "Église évangélique en Nouvelle-Calédonie et aux îles Loyauté", joue un rôle majeur, en soutenant l'indépendance de la Nouvelle-Calédonie et le FLNKS, tout en prônant la non-violence et des relations pacifiques entre les communautés de l'île. Jacques Stewart, président de la Fédération Protestante de France durant les années 1980, a également contribué à l'apaisement des tensions sur place, en conseillant notamment le Premier ministre Michel Rocard.
Avec entre 70 000 et 80 000 croyants estimés, le protestantisme représenterait environ 30% de la population actuelle de Nouvelle-Calédonie. L'Église protestante de Kanaky Nouvelle-Calédonie, de tendance réformée, est majoritaire parmi les protestants locaux, avec environ 40 000 fidèles. On peut noter toutefois la présence assez faible, mais non négligeable, des églises pentecôtistes sur place, représentant environ 5000 fidèles. Pour Frédéric Rognon, si le discours ouvertement indépendantiste de l'Église protestante de Kanaky Nouvelle-Calédonie lui a permis un grand succès au sein des populations Kanaks, ce même discours la discrédite aux yeux des autres communautés présentes sur l'île. Quand, en 2013, l'Église prend son nom actuel, incluant désormais le terme "Kanaky" régulièrement utilisé par les indépendantistes pour qualifier le territoire, une grande partie de ses membres non-Kanaks ont fait sécession.
Lors des émeutes de 2024 en Nouvelle-Calédonie, de nombreux pasteurs protestants organisent des prêches, dans leurs églises ou sur les barrages des émeutiers, pour appeler les habitants de l'île et les insurgés au calme.

### Polynésie française

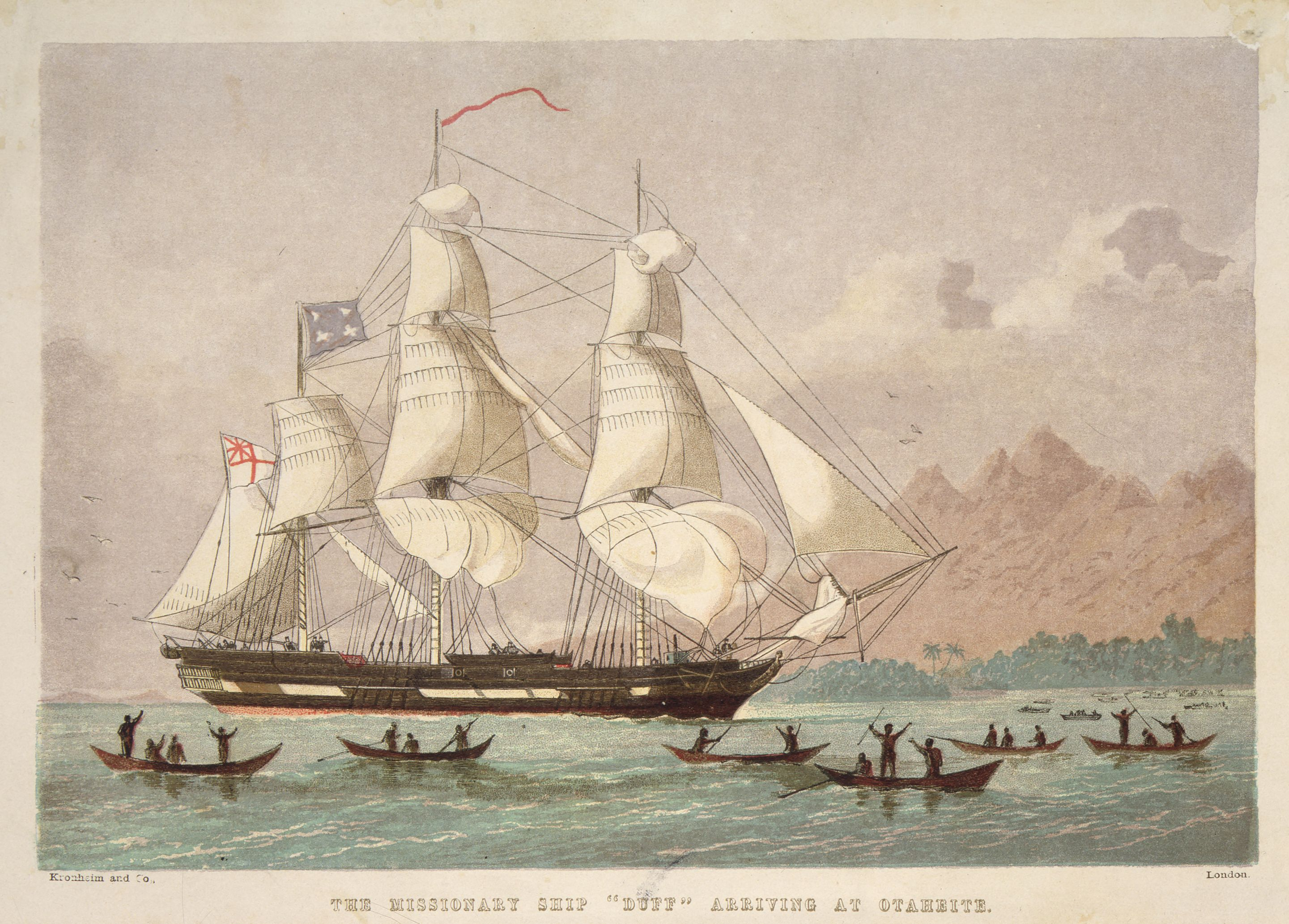
Représentation lithographique de l'arrivée du Duff à Tahiti

Tout comme en Nouvelle-Calédonie, le protestantisme s'est implanté en Polynésie française bien avant la domination coloniale française. Le 5 mars 1797, le Duff, navire appartenant à la London Missionary Society, jette l'ancre à Tahiti. Parmi ces premiers missionnaires protestants à fouler le sol polynésien et à y convertir des populations maoris se trouve Henry Nott, qui devient par la suite le premier homme à traduire la Bible en tahitien, transformant durablement des cultures locales jusque-là très marquées par l'oralité,. Aujourd'hui encore, le 5 mars, aussi nommé l'arrivée de l'Évangile, est décrété jour férié sur l'ensemble du territoire ultramarin. Sous le règne du roi tahitien Pomare II (lui-même converti dès 1812), le protestantisme acquiert le statut de religion officielle : les cultes traditionnels maoris sont interdits, l'implantation des missionnaires anglais et leurs efforts d'évangélisation de l'île sont appuyés par le pouvoir, et le Code Pomare (premier code des lois sur l'île) suit les principes moraux du protestantisme en interdisant les tatouages maoris, les danses et les chants, perçus comme impies.
Dès 1862, soit peu après la conquête du territoire par la France et l'établissement du régime du protectorat, les pasteurs et missionnaires anglais de la London Missionary Society sont remplacés par ceux, français, de la société des missions évangéliques de Paris. L'Église réformée locale devient autonome en 1963, d'abord sous le nom d'Église évangélique de Polynésie française (EEPF), puis sous celui d'Église protestante maohi à partir de 2004.
Occupant une place centrale dans l'identité culturelle d'une partie des populations polynésiennes du territoire, l'Église protestante maohi a pour langue officielle dévouée à la pratique du culte le tahitien, bien qu'elle inclut en son sein une paroisse francophone et une paroisse sinophone.

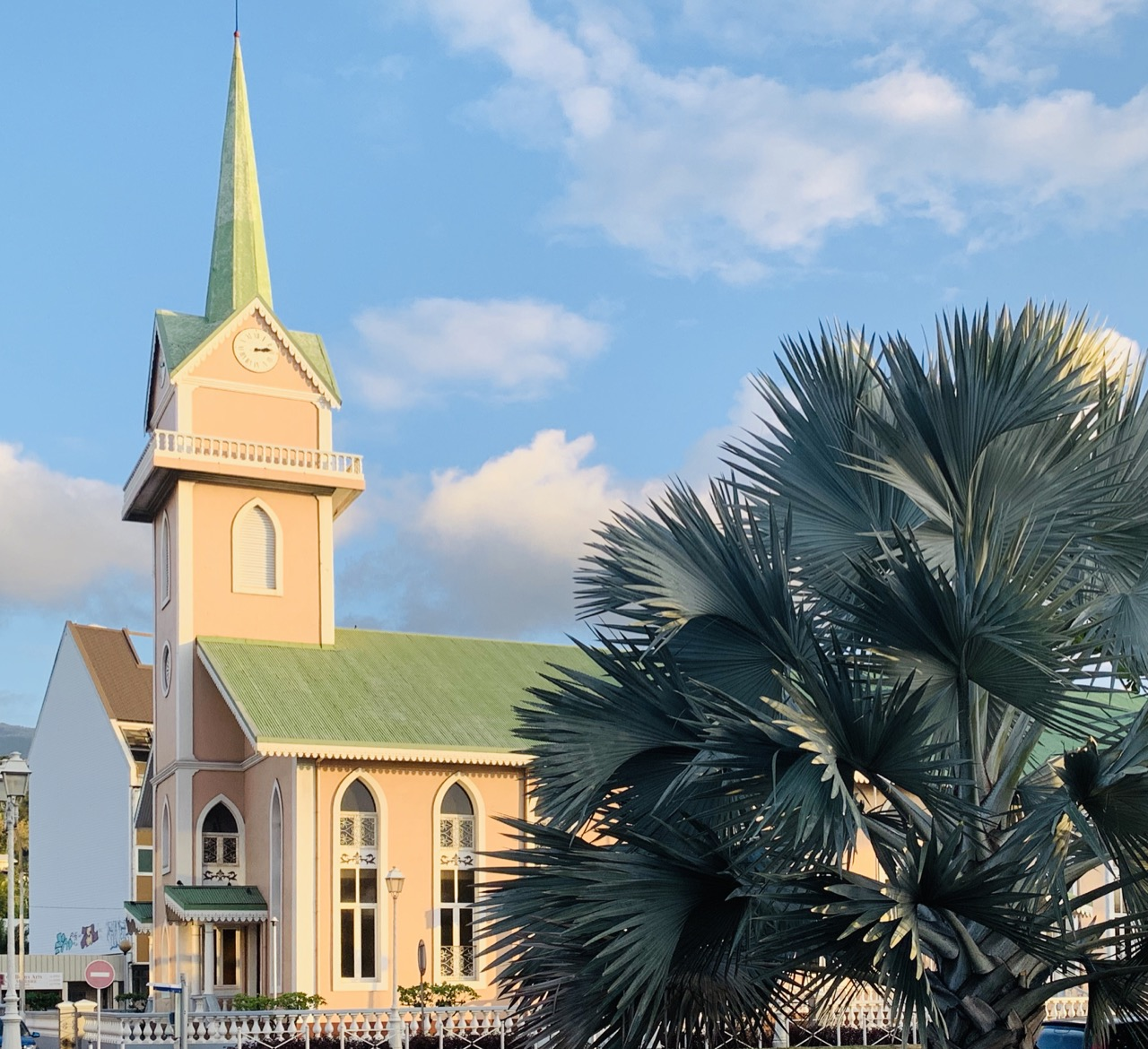
Temple protestant de Paofai, à Papeete.

Depuis le vingtième siècle, la religion protestante a pu être vectrice de revendications politiques pour les populations maoris locales, bien que cela soit moins visible qu'en Nouvelle-Calédonie. Par exemple, Pouvanaa Oopa, figure de proue du nationalisme polynésien, est imprégné d'une éducation religieuse dans les écoles confessionnelles de Tahiti, lui permettant d'appuyer ses discours avec des références à l'Évangile et de renforcer ses qualités d'orateur grâce à l'influence des pasteurs dans son parcours. De même, l'Église protestante maohi, principale communauté protestante du territoire ultramarin, de tendance réformée, s'est faite porte-parole de l'hostilité des populations locales envers les essais nucléaires réalisés par l'armée française sur l'archipel, en organisant de multiples manifestations comme en 1995 ou en 2019. En 2016, l’Église annonce son souhait de porter plainte contre la France auprès de l'ONU pour crimes contre l'humanité, en raison des essais nucléaires réalisés de 1966 à 1996.
Outre ces revendications politiques, l'Église s'est aussi engagée dans la lutte contre l'alcoolisme et la consommation de drogues sur le territoire.
Au moins dès les années 1960, le pentecôtisme s'implante sur l'archipel, notamment au sein des minorités chinoises locales arrivées au début du siècle. Ainsi, en 1967 est fondée par un prédicateur chinois l'Église Alleluiala, la première communauté pentecôtiste de Tahiti. Dès 1972, cette Église, en partenariat avec les Assemblées de Dieu, commence à convertir des maoris. D'abord centrée sur une approche très communautaire, l'Eglise adopte dès les années 1980 un discours davantage universaliste et transcendant les identités ethniques et culturelles. Pour le sociologue français Yannick Fer, à l'inverse des fidèles de l'Église protestante maohi pour qui l'adhésion au culte s'inscrit dans l'affirmation d'une appartenance à une communauté, les habitants s'étant convertit au pentecôtisme rentrent plutôt dans une logique d'individualisation de la foi. Cela n'empêche pas plusieurs organisations pentecôtistes implantées sur place, à l'image de Jeunesse en mission, de manifester dès leur arrivée un certain intérêt pour la culture maori, au point de vouloir la réhabiliter en partie. En forte croissance depuis les années 1980, les communautés pentecôtistes concurrencent encore aujourd'hui l'hégémonie spirituelle d'une Église protestante maohi en déclin. Toujours selon Yannick Fer, cet essor du pentecôtisme s'inscrit dans le contexte plus global de mutations du christianisme en Océanie. Le pentecôtisme et plus globalement l'ensemble des mouvances évangéliques correspondent selon lui à une troisième vague de développement du protestantisme sur le continent, la première vague correspondant aux missions évangéliques durant la période précoloniale et coloniale, tandis que la seconde est associée à l'implantation de missionnaires adventistes et mormons. Cette troisième vague serait en partie due aux importantes migrations au sein du continent.

### Antilles françaises
Dès la fin du seizième siècle, de nombreux protestants du sud de la France émigrent vers les Antilles françaises ( Guadeloupe, Martinique, Saint-Martin et Saint-Barthélemy ), à la fois pour fuir les persécutions religieuses et pour des raisons économiques. S'ajoutent à ces réfugiés protestants français des protestants Hollandais présents d'abord de façon temporaire pour y faire du commerce, puis s'installant dans des petits bourgs de Guadeloupe et de Martinique à partir de 1654 pour fuir les persécutions dont ils ont victimes au Brésil. Malgré l’interdiction théorique qui leur est faite d’y résider de façon permanente, ils bénéficient sur place d’une relative tolérance religieuse, sous réserve de ne pas pratiquer leur culte de façon visible et ostensible. De nombreux protestants s’enrichissent et constituent des lignages, fonctionnant dans un cadre social endogamique en se mariant avec de riches familles protestantes hollandaises.
Les élites protestantes nouvelles implantées dans les Antilles jouent un rôle important dans le commerce triangulaire en finançant la construction de bateaux et le transport d’esclaves en liaison avec le port de la Rochelle.
S'ajoutent à ces réfugiés protestants de France des protestants hollandais présents d'abord de façon temporaire pour y faire du commerce, puis s'installant dans des petits bourgs de Guadeloupe et de Martinique à partir de 1654 pour fuir les persécutions dont ils ont victimes au Brésil.
En 1680, Louis XVI, par un courrier avec le gouverneur local des îles françaises, obtient que la révocation de l'édit de Nantes s’applique indirectement aux Antilles, alors que ces territoires ne sont théoriquement pas concernés par la révocation, nombre de ces îles étant devenues des possessions françaises après la proclamation de l’éditen 1598. De nombreux protestants réfugiés sur place sont donc contraints d’abjurer leur foi ou de s’exiler dans les îles voisines ou en Amérique du Nord.
A partir de la révocation, les Antilles sont utilisées pour déporter et exiler de nombreux protestants réfractaires originaires du Sud de la France. Beaucoup sont enfermés dans les prisons royales ou dans des bagnes une fois arrivés sur place.
En 1687, le Code noir impose le catholicisme comme seule religion autorisée dans les colonies françaises, interdisant officiellement toute pratique du culte protestant.
Par soucis de repeupler des îles ravagées par la guerre de Sept Ans, le pouvoir royal autorise dans la seconde moitié du dix-septième siècle l’arrivée de propriétaires d’esclaves hollandais ou anglais protestants>. La pratique de leur culte leur est toutefois toujours interdite, et ils sont contraints d’aller dans les îles voisines pour pouvoir pratiquer leur culte et baptiser leurs enfants.

## Action caritative

### L'Armée du salut
Née en pleine révolution industrielle anglaise, en 1878, l'Armée du salut s'implante à Paris en 1881 sous la conduite de Catherine Booth. Aidée de deux camarades de son âge, elle s'installe en plein quartier populaire de Belleville-Ménilmontant. L'évangélisation est accompagnée d'un grand travail social : hôtelleries populaires, maisons pour jeunes filles en danger. De nombreux postes de l'Armée du salut sont créés dans toute la France. La structure de l’Armée du salut évolue avec le temps : elle crée l’Association des œuvres françaises de bienfaisance de l’Armée du salut, reconnue d'utilité publique en 1931, interdite sous l'Occupation, rétablie après 1945. Depuis le 11 avril 2000, l'Armée du salut est scindée en deux : la Congrégation Armée du salut (branche historique chargée du culte) et la Fondation Armée du salut (branche sociale, respectueuse des valeurs chrétiennes).
- La Congrégation de l'Armée du salut, dont la devise est « Avec Dieu, avec l'autre, avec soi », porte les valeurs de l'Armée du Salut. Elle dispose aujourd'hui de 25 postes d'évangélisation dans toute la France et anime une aumônerie dans nombre d'établissements de la Fondation.
- La Fondation de l'Armée du salut, dont la devise est « Secourir, accompagner, reconstruire », emploie 2 000 salariés et compte 50 établissements d'action sociale en France. Elle intervient notamment en période de grands froids pour secourir les sans-abris et recueille des fonds en cas de catastrophes naturelles ou de guerre dans le monde.

## Les femmes
Dès ses débuts, la Réforme est pour les femmes l'occasion d'une réévaluation de leur rôle dans la famille, puis dans la société. À partir du XVIe siècle, les femmes peuvent avoir, selon la Reforme, un accès à l’éducation. Elles doivent apprendre à lire pour pouvoir étudier la Bible et ainsi, élever chrétiennement leurs enfants. Les femmes protestantes se révèlent alors plus instruites que les femmes catholiques. Leur savoir les prépare à leur rôle de mère et d’épouse. Ce siècle est également marqué par l’ouverture d’écoles pour filles dans les grandes villes protestantes (Nîmes, La Rochelle…) du royaume de France. Mais le pouvoir reste aux mains des hommes, les femmes doivent rester de simples ménagères. De nombreuses femmes célèbres sont recensées à cette époque, essayant de faire bouger les dogmes :

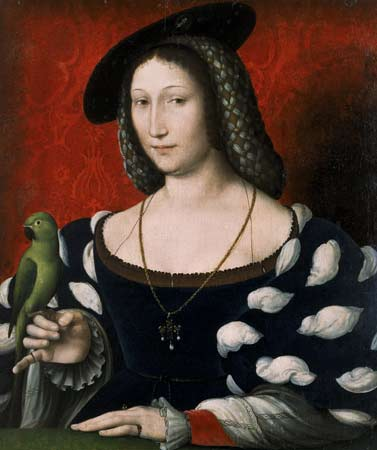
Marguerite de Valois-Angoulême, par Jean Clouet.

- Marguerite de Valois-Angoulême : sœur aînée de François 1er, elle anima la vie intellectuelle de la cour, fonction principalement détenue auparavant par les hommes.
- Renée de France : fille de Louis XII, elle protégea Calvin de l’Église catholique qui voulait sa mort.
- Jeanne d'Albret: autrice, cheffe du parti protestant (1568-1571) et mère d'Henri IV
- Marie Durand : Enfermée pendant 38 ans dans la tour de Constance car elle refusait de renoncer au protestantisme.

Les femmes en tant que mères et épouses ont été également décisives dans l'adhésion de nobles à la Réforme protestante dès ses débuts. Souvent, il s'agit de veuves profitant de l'absence de tutelle maritale pour afficher leur foi et parfois entraîner avec elles une partie de leurs familles. C'est le cas de Louise de Montmorency, dont l'adhésion au calvinisme a influencé celle de ses trois fils Odet, Gaspard II, et François, qui auront tous trois un rôle majeur dans les multiples Guerres de Religion.
Dès le XIXe siècle, elles montrent de plus en plus leur désir de prendre des responsabilités au sein de la société. Elles manifestent ce désir notamment avec la publication de La Voix des Femmes, un quotidien féministe qui réclamait l’égalité homme-femme en politique. Au XXe siècle, ce mouvement est illustré par Louise Weiss. Le XXe siècle est marqué par la création de nombreuses associations, mettant en évidence la capacité des femmes à s’investir dans la société française, par exemple l’Union chrétienne des jeunes filles (UCJF) chargée de soutenir moralement les jeunes filles venues des provinces pour trouver du travail, le mouvement Jeunes Femmes, issu des UCJF, qui à partir de 1955, influencé par le mouvement féministe, aide les femmes sur les questions de régulation des naissances, d'épanouissement du couple, de travail de la femme et de responsabilités offertes dans l’Église ou encore la Fédération française des éclaireuses, mouvement pionnier de scoutisme féminin.
Malgré l'existence de plusieurs femmes pasteures ou engagées dans différents ministères dès les années 1930 (Madeleine Blocher-Saillens fut nommée pasteur de plein droit en 1929 dans l'Église évangélique baptiste du Tabernacle, à Paris; Berthe Bertsch, fut consacrée en 1930 dans l’Église réformée d’Alsace et de Lorraine; Geneviève Jonte en 1937 dans l’Église évangélique luthérienne de Montbéliard ; Elisabeth Schmidt commencera son ministère dans l’Église réformée de France en 1935 et sera consacrée en 1949), il faudra attendre 1960 pour que les femmes soient autorisées à devenir pasteurs à l’égal des hommes dans les Églises luthériennes et réformées (notamment pour que disparaisse, dans certaines de ces Églises, la clause qui leur interdisait d'être mariées). Sur ce plan, on note la particularité de l'Armée du salut qui, dès sa fondation, considéra qu'une femme peut enseigner à l'égal des hommes (voir plus bas).
Comme indiqué plus haut au paragraphe « Statistiques », 12 % des pasteurs répertoriés par la Fédération protestante de France sont des femmes (ce qui représente près de 200 pasteures) ; cette proportion atteint 23 % dans les églises réformées.
Selon Yannick Fer, les femmes ont joué un rôle majeur dans l'essor du protestantisme pentecôtiste en Polynésie française depuis la fin du siècle dernier. Selon lui, elles sont les premières dans les familles à se convertir, par souci du salut de leur âme pour le salut de leur famille, certaines épouses et mères se convertissant afin de trouver dans cette nouvelle foi le moyen de lutter contre l'alcoolisme de leur conjoint. Bien souvent, leurs enfants puis leur mari finissent également par se convertir.

## Action économique des protestants français
Max Weber a mis en évidence dans L'Éthique protestante et l'Esprit du capitalisme la contribution unique du protestantisme à la création d'une culture favorable à la liberté d'entreprendre et au capitalisme, culture qui s'est à présent imposée à l'échelle mondiale. Weber met particulièrement en évidence le rôle des calvinistes et des puritains, caractérisés par un ascétisme qui mène à la thésaurisation donc à la formation de capital. Les activités industrielles, de négoce ou de banque menées par des protestants ont donc prospéré dans la durée. Des alliances réfléchies entre familles protestantes - qui ont d'ailleurs donné lieu à l'émergence d'une haute société protestante - ont également permis de consolider et de diversifier ces activités économiques. De nombreuses entreprises françaises, toujours en activité aujourd’hui, ont ainsi été créées par des protestants et demeurent de véritables réussites, par exemple :
- la Banque Mallet : créée en 1713 par Isaac Mallet, elle fonda la Banque de France et finança de nombreux projets architecturaux durant la rénovation de Paris (Opéra…). Elle fut l'élément majeur de la Haute Banque Protestante. Aujourd’hui, la banque s’appelle Schlumberger.
- la manufacture de Jouy-en-Josas : créée en 1762 par Christophe Oberkampf, la célèbre Toile de Jouy y est imprimée, toujours utilisée en décoration de nos jours. L'histoire des indiennes de coton en Europe montre dès 1700 une floraison d'usines dans la région de Genève, par une multitude de réfugiés protestants ayant fui la révocation de l'Édit de Nantes. Ces usines ont ensuite essaimé dans toute la Suisse protestante puis en Alsace (notamment à Mulhouse, alors cité-état indépendante) et enfin en Angleterre.

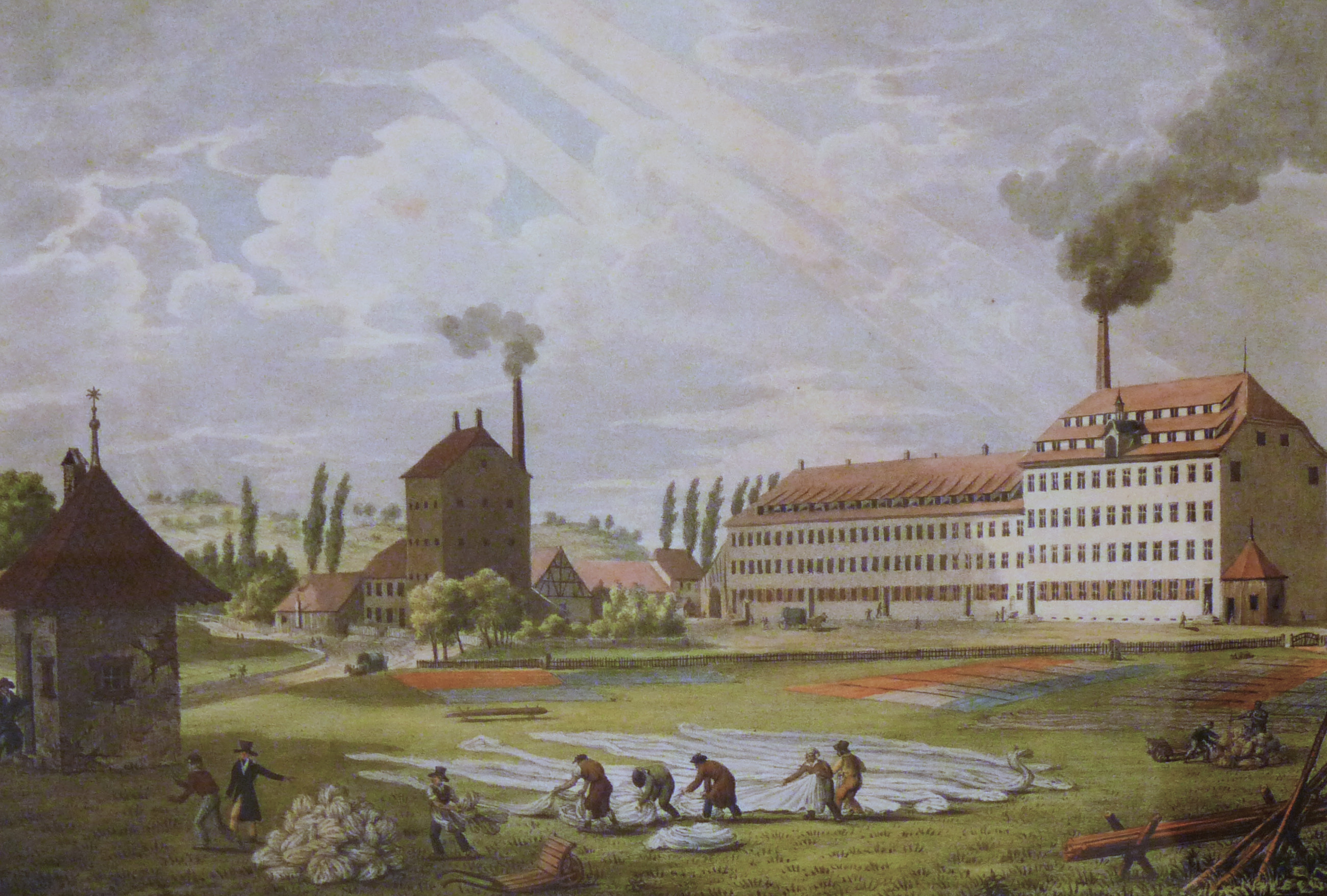
Fabrique d'indiennes de Jean Mieg à Dornach.

- Béghin-Say, issue de la sucrerie de canne Say, firme fondée en 1812 à Nantes par Louis Say, frère de l'économiste Jean-Baptiste Say[94].
- Dollfus-Mieg et Compagnie (DMC) : entreprise textile créée à Mulhouse en 1756 par Jean-Henri Dollfus qui fut au cours du XXe siècle l'un des plus grands groupes de textile européens, aujourd'hui spécialiste du fil destiné aux consommateurs et à l'industrie des textiles et autres produits dérivés.

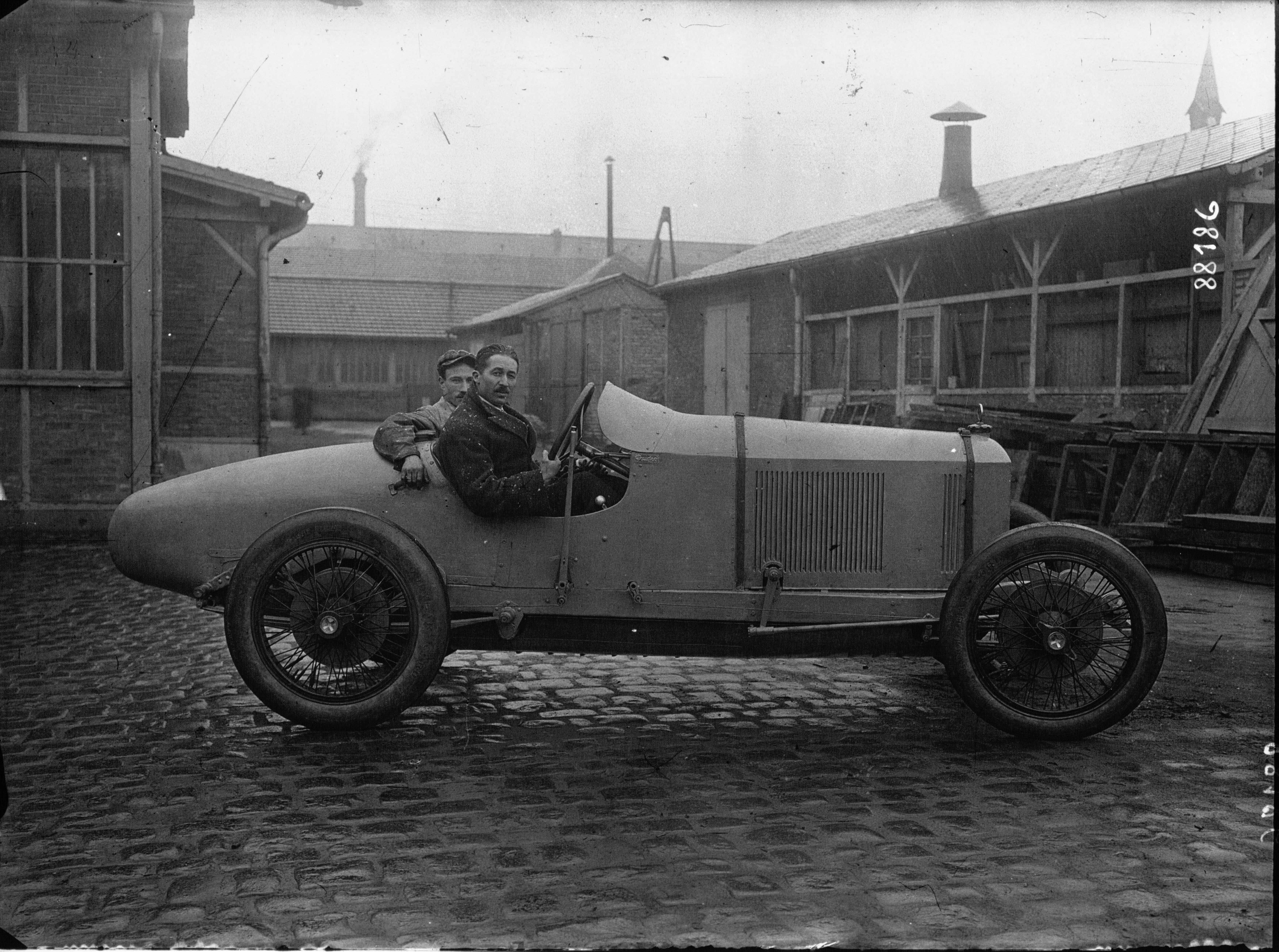
Voiture de course Peugeot préparée pour le Grand Prix d'Indianapolis en 1921.

- Peugeot : firme automobile créée en 1891 par Armand Peugeot, elle contribua à l’amélioration des conditions sociales des ouvriers (la journée de 10 heures introduite en 1871 avec 33 ans d'avance sur la loi…). Aujourd’hui, elle appartient au groupe PSA qui regroupe les marques Peugeot et Citroën dont les descendants des fondateurs sont toujours actionnaires. La production annuelle de PSA classe ce groupe à la 6e place mondiale.
- Les usines de Dietrich : fondé au XVIIIe siècle, De Dietrich est aujourd’hui l’un des leaders dans la vente de produits électroménagers.
- Alstom (précédemment Alsthom) : constructions mécaniques (locomotives), centrales électriques, etc., issue du regroupement en 1928 de la Compagnie française Thomson-Houston et de la Société alsacienne de constructions mécaniques, fondée en 1839 à Mulhouse par André Koechlin.
- Kronenbourg (brasserie sous-titrée « les bières Hatt ») : fondée à Strasbourg en 1664 par Jérôme Hatt, c'est la plus connue des marques françaises de bière. Toujours florissante, elle appartient depuis 2008 au groupe de brasserie danois Carlsberg, après avoir été un des fleurons du groupe BSN (aujourd'hui Danone) de 1970 à 1999. La brasserie Schutzenberger, fondée en 1740 et restée farouchement indépendante, a quant à elle fermé en 2006.
- Vins et spiritueux : la liste serait longue dans le Cognac, dont les propriétaires sont presque exclusivement protestants et parfois anglais (Jean Martell, Thomas Hine, mais pas toujours (Augier (de), Delamain, Courvoisier), le Champagne, l'Alsace, le Bordelais, le Languedoc.
- Perrier (une des premières marques d'eau minérale dans le monde) : reconnue eau minérale naturelle depuis 1863, devant son nom au Docteur Perrier de Nîmes qui fut brièvement propriétaire de la source de Vergèze (Gard) et lui découvrit fort à propos une quantité de vertus thérapeutiques, la petite bouteille ronde conquit le monde en commençant par l'Empire britannique sous la férule de l'Anglais John Harmsworth : la production atteint 19 millions de bouteilles par an en 1933, date de la mort de John Harmsworth.
- MBK industrie (Motobécane) : c'est en 1924 que Charles Benoît et Abel Bardin conçoivent leur premier motocycle, la MB1. Pour ce faire, ils créent le 11 décembre 1924 les ateliers de la Motobécane à Pantin. Charles Benoît est fils de pasteur et son gendre Éric Jaulmes, protestant également, sera le directeur technique de Motobécane de 1941 à 1981; il sera donc le père de la Mobylette, sortie en 1949. Bien que passée sous la coupe de Yamaha en 1983, MBK poursuit son activité à Saint-Quentin, où elle emploie 800 personnes.
- Pendules et pendulettes L'Épée (horlogerie et micromécanique (boîtes à musique)) : manufacture fondée en 1839 à Sainte-Suzanne par Auguste L'Épée, venu de Neuchâtel, la marque est aujourd'hui retournée à un propriétaire suisse, mais l'établissement de Sainte-Suzanne, coutumier des conflits durs, a été fermé en 1997 après avoir représenté pendant 150 ans l'art et le savoir-faire français.
- Le commerce de luxe : Hermès, Guerlain.

## Personnalités protestantes dans l'histoire contemporaine française

### Artistes et intellectuels
- Benjamin Constant, romancier, politicien et philosophe, descendant de huguenots ayant fui vers la Suisse pour pratiquer leur foi à la suite de la révocation de l'édit de Nantes[95].
- Max Leenhardt, peintre[96].
- Élisée Reclus, géographe, militant anarchiste et communard, fils de pasteur calviniste[50].
- Auguste Bartholdi, sculpteur, né dans une famille protestante luthérienne alsacienne[97].
- Gabriel Monod, historien, dreyfusard[98].
- Raoul Allier, universitaire, professeur de philosophie et théologien, dreyfusard et défenseur de la séparation de l'Église et de l'État[99].
- André Gide, écrivain[100]
- Paul Ricœur, philosophe[101]
- Jacques Ellul, historien du droit, théologien, philosophe[102]
- Renaud Séchan, dit Renaud, auteur-compositeur-interprète[103]
- Kendji Girac, chanteur et guitariste, protestant évangélique[104]

### Militaires
- Charles Baudin, amiral de la marine française sous le Premier empire, la monarchie de Juillet et la Seconde république[105]
- Aristide Denfert-Rochereau, colonel de l'armée française sous le Second empire puis sous la Troisième république[106]
- Louis Rossel, colonel de l'armée française durant la guerre franco-allemande de 1870 et haut-gradé des troupes communardes lors de la Commune de Paris[48]
- Jules André Peugeot, caporal de l'armée française, premier militaire français à mourir durant la Première Guerre Mondiale[107]

### Scientifiques
- Théodore Monod, scientifique naturaliste, biologiste, méhariste[108].
- Adélaïde Hautval, médecin, reconnue juste parmi les nations, fille de pasteur[109].

### Économistes
- Esther Duflo, économiste franco-américaine[110]

### Personnalités politiques
- Jean-Paul Marat, député montagnard durant la Révolution française, figure de proue du club des Cordeliers[111].
- François Guizot historien et homme d’État, petit-fils de pasteur[112]
- Georges Eugène Haussmann, haut fonctionnaire et homme politique, responsable des transformations de Paris sous le Second Empire[113]
- Jean Zay, homme politique radical, ministre sous le gouvernement du Front populaire[114]
- Jacques Soustelle, ethnologue de formation et homme politique français partisan de l'Algérie française, fils de protestants cévenols[115].
- Maurice Couve de Murville, diplomate et homme politique gaulliste, ministre des affaires étrangères puis premier ministre sous le général de Gaulle[116]
- Jérôme Monod, industriel, haut fonctionnaire et homme politique français, secrétaire général du Rassemblement pour la République et conseiller de Jacques Chirac[117]
- Gaston Defferre, résistant, homme politique socialiste, ancien ministre et ancien maire de Marseille, issu d'une famille bourgeoise protestante de Nîmes[118]
- Michel Rocard, homme politique socialiste, ancien premier ministre sous François Mitterrand[119]
- Lionel Jospin, homme politique socialiste, ancien premier ministre sous Jacques Chirac[120]
- Catherine Trautmann, femme politique socialiste, ancienne maire de Strasbourg, ancienne ministre de la culture[121]
- Georgina Dufoix, femme politique socialiste, ancienne Ministre des Affaires sociales et de la Solidarité nationale sous François Mitterrand, convertie au protestantisme évangélique[122]
- Gérard Larcher, actuel président du Sénat[123]
- Moetai Brotherson, actuel président de la Polynésie française[124]
- Tematai Le Gayic, actuel député de la première circonscription de la Polynésie française[125]
- Aymeric Caron, journaliste, écrivain, actuel député de la dix-huitième circonscription de Paris[126]

### Sportifs
- Olivier Giroud footballeur, ancien international français, protestant évangélique[127].
- Blaise Matuidi, ancien footballer international français, protestant évangélique, baptisé en 2012 par son coéquipier au Paris Saint-Germain et pasteur Marcos Ceará[128].
- Eliaquim Mangala, ancien footballer international français, protestant évangélique[128].